# Initiative populaire fédérale
| Initiatives populaires fédérales depuis 1891 État le 3 avril 2025      | Initiatives populaires fédérales depuis 1891 État le 3 avril 2025 |
| Initiatives populaires lancées (539)                                   | Initiatives populaires lancées (539)                              |
| ---------------------------------------------------------------------- | ----------------------------------------------------------------- |
| Ayant abouti                                                           | 370                                                               |
| N'ayant pas abouti                                                     | 153                                                               |
| Au stade de la récolte des signatures                                  | 16                                                                |
| Initiatives populaires ayant abouti (370)                              |                                                                   |
| Ayant fait l'objet d'une votation                                      | 235                                                               |
| Retirées                                                               | 108                                                               |
| Classées                                                               | 2                                                                 |
| Déclarées nulles                                                       | 4                                                                 |
| En suspens (Conseil fédéral, Parlement ou prêtes à passer en votation) | 20                                                                |
| Ayant fait l'objet d'une votation (235)                                |                                                                   |
| Acceptées par le peuple et les cantons                                 | 26                                                                |

L'initiative populaire fédérale, officiellement l'initiative populaire tendant à la révision de la Constitution, est un droit civique suisse permettant, sur le plan fédéral, à 100 000 citoyens ayant le droit de vote de proposer une modification totale ou partielle de la Constitution fédérale et de la soumettre à la votation populaire. Les citoyens à l'origine de l'initiative, rassemblés au sein d'un comité d'initiative, disposent de 18 mois pour récolter l'approbation de 100 000 citoyens. Pour ce faire, les 100 000 citoyens doivent apposer leur signature manuscrite sur une liste de signature mentionnant notamment le texte et le titre de l'initiative populaire. Si 100 000 signatures sont récoltées dans un délai de 18 mois, l'initiative est soumise à la votation populaire. Dans le cas inverse, l'initiative est déclarée « non-aboutie » et la procédure est terminée. Le droit d'initiative trouve également son pendant au niveau cantonal et communal ; la procédure, notamment le nombre de signatures requises et le délai pour les récolter, varie selon les cantons suisses souverains.
Utilisée pour la première fois en 1893, l'initiative populaire fédérale s'est progressivement développée au cours du temps pour devenir l'un des principaux moyens d'expression des partis ou groupes politiques, utilisés pour provoquer un changement constitutionnel sans devoir consulter ou obtenir l'approbation des autorités fédérales. De sa mise en place à 2018, 215 votations de ce type ont été organisées, soit une moyenne de 1,69 par an. Bien que n'ayant que peu chances de succès (environ 10 % des initiatives populaires qui sont soumises à la votation populaire sont acceptées,), l'initiative populaire fédérale permet de provoquer un débat public autour de questions qui ne sont pas toujours abordées dans le cadre des débats parlementaires classiques. Le Parlement fédéral peut en outre opposer un contre-projet direct ou indirect à l'initiative qui reprend parfois en partie ses revendications.
Périodiquement, les avantages et inconvénients de l'initiative populaire fédérale sont débattus : la prise de conscience par l'opinion publique de certaines problématiques et la possibilité de porter des revendications en passant outre aux priorités fixées par les autorités s'opposent au risque d'instrumentalisation de cet outil par des groupes démagogiques et bien organisés et aux importants moyens financiers nécessaires à la campagne de votation populaire.

## Définition
La forme la plus utilisée de l'initiative populaire fédérale consiste en une procédure par laquelle 100 000 citoyens suisses peuvent rédiger un nouvel article constitutionnel ou en modifier un existant et soumettre cette modification constitutionnelle au vote du peuple et des cantons. Il s'agit de l'initiative présentée sous la forme d'un projet rédigé. L'initiative populaire existe également sous d'autres formes mais qui dans la pratique ne sont que peu utilisées (initiative demandant une révision totale de Constitution et initiative présentée sous la forme d'un projet général). Elle est formellement définie dans les articles 138 et 139 de la Constitution fédérale. Concrètement, une initiative populaire fédérale peut donc prendre trois formes différentes :
- la demande de révision complète de la Constitution qui, dans le cas où elle est acceptée en votation par la majorité simple du peuple, provoque une réélection du Parlement, celui-ci étant alors chargé de rédiger une nouvelle Constitution fédérale[9] ;
- l'initiative populaire présentée sous forme d'un projet général : la demande, formulée en termes généraux, de l'initiative est examiné par l'Assemblée fédérale qui peut décider de l'approuver ou de la rejeter. Dans le cas où elle approuve la demande, l'Assemblée fédérale rédige la modification constitutionnelle dans le sens de la demande de l'initiative et soumet la modification constitutionnelle au vote du peuple et des cantons. Si elle rejette la demande de l'initiative, elle la soumet au vote du peuple, qui décide s'il faut lui donner suite. En cas d'acceptation par le peuple, l'Assemblée fédérale élabore une modification constitutionnelle allant dans le sens de la demande de l'initiative ;
- l'initiative populaire présentée sous forme d'un projet rédigé : au lieu d'une demande conçue en termes généraux devant ensuite être concrétisée par le Parlement, ce type d'initiative est une proposition de modification constitutionnelle directement rédigée par le comité d'initiative. Le texte de l'initiative ne peut être modifiée ni par le Parlement, ni par le Conseil fédéral. Pour être acceptée, une telle initiative doit obtenir la double majorité du peuple et des cantons ; dans ce cas, le nouveau texte entre directement dans la Constitution.

Indépendamment du type d'initiative choisi, une initiative populaire fédérale ne permet donc que de modifier la Constitution fédérale. Les lois fédérales, et autres actes normatifs inférieurs, ne peuvent donc pas être directement modifiés par une initiative populaire fédérale. Si un article constitutionnel est modifié ou ajouté à la Constitution à la suite d'une initiative populaire, celui-ci devra cependant être mis en œuvre au niveau légal, s'il contient des dispositions qui ne sont pas directement applicables. Des modifications de lois fédérales sont donc bien générées par des initiatives populaires mais uniquement de manière indirecte, c'est-à-dire que celles-ci découlent de l'article constitutionnel qui a été approuvé au travers de l'initiative populaire. Mais une initiative populaire ne peut pas directement contenir une modification d'une loi fédérale.
Dans la grande majorité des cas, les initiatives populaires fédérales sont présentées sous la forme d'une proposition rédigée. Seuls deux cas d'initiative présentées sous la forme d'un projet général ont été acceptés par le Parlement et quatre cas (sur 11 propositions en tout) soumis à la votation (pour la révision du régime de l'alcool en 1937, pour un nouvel impôt sur les entreprises en 1951, pour la lutte contre l'alcoolisme en 1963 et enfin pour une réforme fiscale en 1974) sur les quelque 150 initiatives populaires fédérales soumises au vote avant la fin du XXe siècle. La demande de révision complète est encore moins fréquente : trois tentatives n'ont pas abouti (en 1851, 1866 et 2003) alors que la quatrième a été rejetée par le peuple le 8 septembre 1935.

### Initiative populaire générale
Un quatrième type d'initiative n'a, quant à lui, existé que pendant quelques années sans jamais avoir été utilisé. Il s'agit de l'initiative populaire générale : lors de la révision de la Constitution en 1999, une nouvelle forme d'initiative, appelée « populaire générale » est définie ; celle-ci permet « de demander l'adoption, la modification ou l'abrogation de dispositions constitutionnelles ou législatives », mais uniquement sous la forme d'une proposition conçue en termes généraux. L'objectif de l'introduction de ce nouveau type d'initiative populaire était d'offrir aux citoyens la possibilité de modifier des lois fédérales sans devoir obligatoirement passer par une modification constitutionnelle. Cette initiative est créée à la suite de la votation du 9 février 2003 ; elle sera cependant supprimée le 27 septembre 2009, soit seulement six ans après sa création, sans avoir été utilisée.

### Initiative complémentaire
Fin 2019, la municipalité de Sion, dans le sud-ouest de la Suisse, a lancé une expérience de démocratie participative, sur le modèle de la revue d'initiative citoyenne déjà testé dans l'État américain de l'Oregon. Cette initiative visait avant tout à encourager le débat démocratique. Une vingtaine de participants ont été choisis au hasard parmi les électeurs de Sion et sélectionnés en fonction de leur sexe, âge, orientation politique, niveau d'éducation et historique de participation électorale pour être représentatifs de la population. Ce panel de 20 personnes s'est réuni pendant deux week-ends pour débattre, s'informer et échanger avec des experts, des partisans et des opposants à un projet fédéral devant être mis au vote. À l'issue de ces travaux, ils ont rédigé un rapport d'une page qui synthétisait les enjeux, les principaux arguments pour et contre, et leurs conclusions. L'objectif était d'expliquer l'objet du vote « de manière compréhensible et complète sans tomber dans la simplification » afin de « répondre à la crise actuelle de la démocratie en faisant participer les citoyens »,,.

### Différences avec la pétition
Une confusion entre le droit d'initiative et celui de pétition est souvent faite. Ces deux droits diffèrent cependant sur au moins quatre points fondamentaux : 
- une initiative est une proposition effectuée par le peuple en tant que souverain, alors qu'une pétition est une requête aux autorités ;
- une initiative doit être appuyée par un nombre défini de citoyens alors qu'une pétition peut être adressée par une seule personne, sans même que celle-ci possède de droits politiques ;
- une initiative traite forcément d'une modification constitutionnelle (création, modification ou suppression d'un article constitutionnel), alors qu'une pétition peut concerner n'importe quel sujet ;
- l'Assemblée fédérale n'a pas la possibilité de choisir si elle veut prendre une initiative en considération ou non[14] ; elle doit obligatoirement le faire, contrairement à une pétition.

Ces différences poussent, au début du XXe siècle, plusieurs politologues à revendiquer universellement le droit de pétition tout en limitant le droit d'initiative populaire qui « ne s'impose pas au même titre » car représente un danger au cas où elle serait utilisée par « des partis extrêmes ».

## Histoire

### Avant 1848
La première forme d'initiative populaire en Suisse remonte à l'époque de la occupation française, après qu'elle a été introduite dans ce pays par la Constitution de l'an I du 24 juin 1793. Elle n'est cependant codifiée qu'entre 1831 et 1838, à la suite de l'utilisation massive des pétitions qui allaient forcer la Régénération, dans les cantons d'Argovie, de Bâle-Campagne, de Thurgovie, de Schaffhouse, de Lucerne et de Saint-Gall, sous la forme d'une demande de révision constitutionnelle totale. C'est le canton de Vaud qui connaît le premier, en 1845, l'initiative populaire des lois via une possibilité, donnée à 8 000 citoyens, de faire soumettre au peuple « toute proposition ».

### De 1848 à 1891

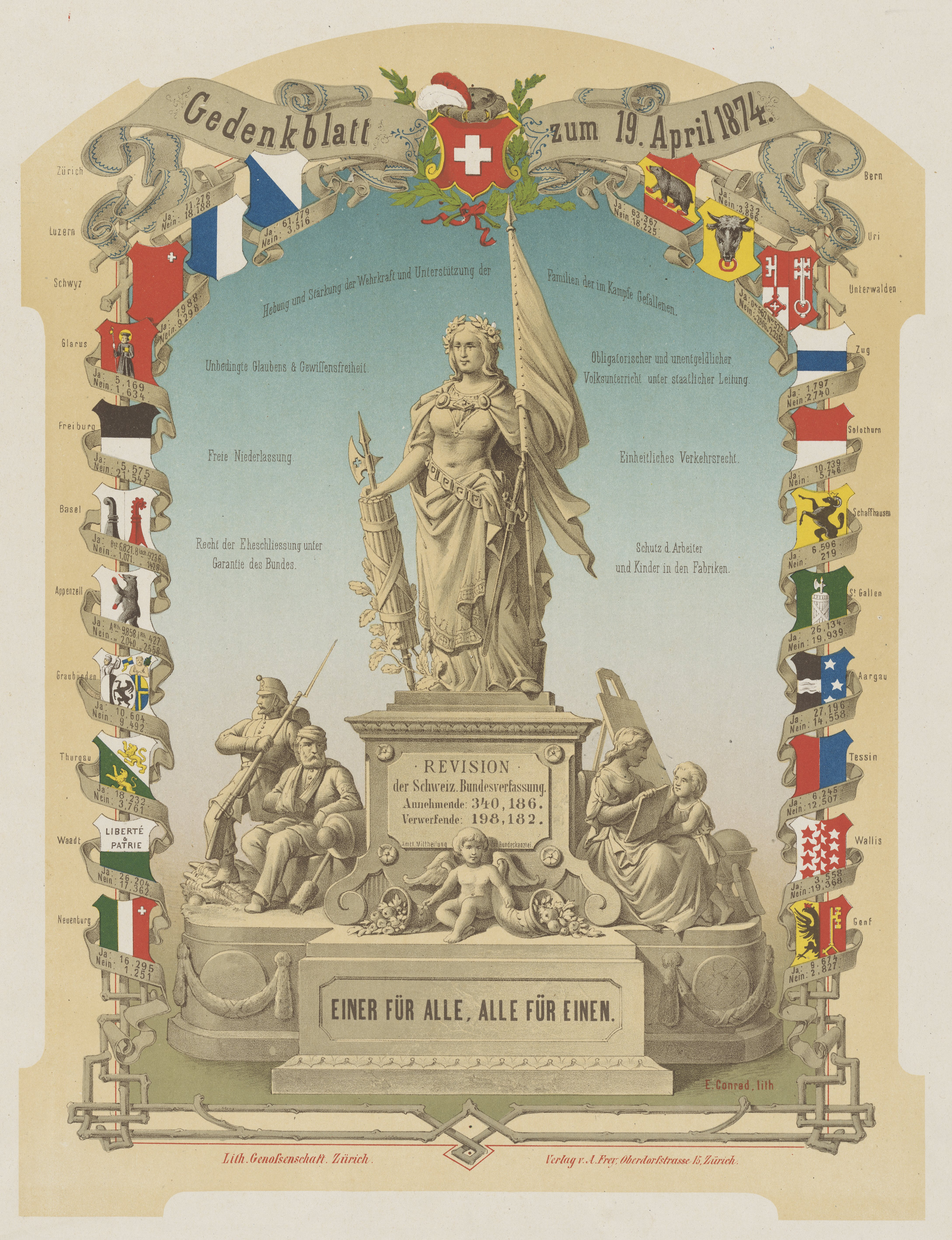
Page de garde de la Constitution de 1874.

La Constitution mettant en place l'État fédéral de 1848 prévoit bien un droit d'initiative populaire, mais limité à la demande, faite par 50 000 citoyens au moins, d'une révision de la constitution ; le texte ne précise cependant pas si cette révision doit être totale ou si elle peut également être partielle ; lors des débats ayant précédé l'approbation de ce texte, une demande de précision allant dans ce sens est déposée par plusieurs cantons, mais refusée car jugée « superflue » par la majorité qui estime que les deux formes de révision sont incluses.
Quelques années après celle ayant amené à la Constitution de 1848, une nouvelle poussée démocratique se produit dans plusieurs cantons dans les années 1860 ; dirigée contre la nature et la durée, jugée excessive, des mandats politiques, elle se traduit par une forte augmentation des droits démocratiques cantonaux comprenant, outre la désignation des autorités et le contrôle de l'administration, l'initiative populaire et législative ainsi que l'abaissement du nombre de signatures et des limites financières requises et la fin du décompte des abstentions comme des votes positifs. Cette poussée se retrouve également, bien que dans une moindre mesure, au niveau fédéral : la proposition de Constitution de 1872, provoquée en partie par une initiative populaire demandant la refonte de la Constitution qui échouera faute de récolter les 50 000 signatures nécessaires, prévoit en effet les droits de référendum et d'initiative législative. Cette proposition, adoptée par l'Assemblée fédérale le 6 mars 1872, fut cependant jugée trop centralisatrice et refusée en votation populaire le 12 mai 1872.
À peine cette révision rejetée, les parlementaires fédéraux se remettent au travail pour proposer une nouvelle version de la Constitution dès l'été 1873 : abandon de l'initiative législative et abaissement du référendum à 30 000 signatures comptent parmi les modifications apportées à cette nouvelle mouture qui n'apporte aucun changement au droit d'initiative populaire fédérale encore uniquement dédiée à la demande d'une révision constitutionnelle complète ; les ténors du Parti radical que sont alors Emil Welti et Alfred Escher ont alors en effet préféré concentrer leurs attaques sur le référendum plutôt que de remettre en cause l'initiative populaire. Cette nouvelle version est acceptée en votation populaire le 19 avril 1874 par 63,2 % des votants et quatorze cantons et demi contre sept cantons et demi.
Les revendications en faveur de l'élargissement des droits populaires ne vont pas être freinées après ce changement : une pétition déposée en 1879 demande ainsi l'introduction de l'initiative populaire au niveau fédéral. Elle est suivie, l'année suivante, par le dépôt d'une initiative fédérale concernant une demande de modification de l'article constitutionnel 39 sur l'émission des billets de banque, justifiée par l'article 120 de la Constitution qui définit la possibilité de demander, par voie d'initiative, la modification complète de cette même Constitution. Le Conseil fédéral, dans son message aux Chambres fédérales du 18 août 1880, fait part de sa perplexité devant cette demande qu'il traite initialement comme une simple pétition et recommande de la considérer finalement comme une demande de révision complète de la Constitution ; présentée comme telle à la votation populaire, elle est rejetée par une majorité de près de 70 % des votants.
Les demandes se succèdent à la suite du rejet du droit d'initiative pour la révision partielle de la Constitution couplé à la demande de monopole des billets de banque en 1880 : droit d'initiative législative fédérale, référendum législatif obligatoire et même élection du Conseil fédéral par le peuple sont réclamés successivement par des députés du parti conservateur en 1884 dans une motion, puis par l'association du Grütli en 1889 par voie de pétition.

### Vote de 1891

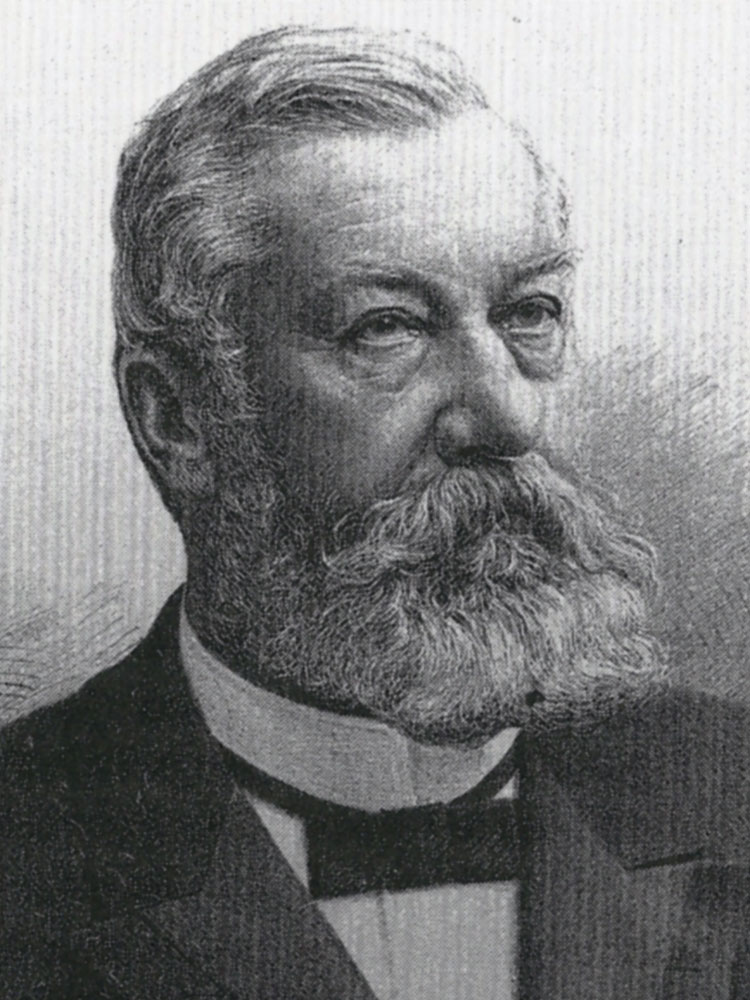
Portrait du conseiller fédéral Joseph Zemp, principal initiateur de la loi de 1891

Devant ces demandes répétées, le Conseil national décide de clarifier la situation et établit une proposition basée sur une motion, permettant à 50 000 citoyens de demander une révision partielle de la Constitution, mais uniquement en termes généraux et présentée par trois députés conservateurs : le futur conseiller fédéral lucernois Joseph Zemp et les conseillers d'État saint-gallois Johann Joseph Keel et tessinois Martino Pedrazzini.
Cette première proposition, rédigée par Karl Schenk et publiée le 13 juin 1890, n'est pas présentée comme une concession aux minorités politiques : elle ne veut ainsi que répondre à un problème pratique de fonctionnement des institutions fédérales et non à une demande de modification fondamentale des principes politiques mis en place par la majorité radicale quelques années plus tôt. Elle est acceptée malgré la forte opposition de certaines personnalités, dont en particulier l'ancien conseiller fédéral Jakob Dubs qui y voit les conditions idéales pour le déclenchement d'un « putsch légal ».
Présenté au Conseil des États, le projet est amendé avec l'ajout de la possibilité d'une initiative rédigée qui, acceptée, passerait directement dans la Constitution ; la chambre des cantons prévoit également la possibilité pour les autorités fédérales de présenter un contre-projet à cette initiative rédigée. De retour au Conseil national, la nouvelle version du projet est acceptée par une courte majorité de circonstance, de 71 voix contre 63, formée des conservateurs et des socialistes et donc présentée en votation populaire.
Le 5 juillet 1891, l'introduction des articles 121, 122 et 123 dans la Constitution fédérale définissant le droit d'initiative populaire fédérale est acceptée par les citoyens avec une majorité de 60 %, mais une participation de moins de 50 % Ce taux de participation, relativement faible pour l'époque et en particulier pour un sujet de cette importance, s'explique, selon Irène Muntwyler, par la longueur et la complexité des débats ainsi que par le manque de clarté des consignes de votes des différents mouvements politiques ; le faible taux de participation sera relevé en particulier dans la Revue vaudoise, organe quasi-officiel du parti radical, qui note que si « la Suisse s'engage [...] dans une voie nouvelle », elle « le fait sans enthousiasme », voire dans l'« indifférence ».
Cette innovation, bien que largement calquée sur des pratiques éprouvées dans les cantons, ne va pas faire que des heureux. Le conseiller fédéral neuchâtelois Numa Droz, adversaire déclaré de l'initiative populaire, portera en 1893 ce jugement passé à la postérité : « On peut diviser l'histoire contemporaine de la Suisse en trois périodes : celle du parlementarisme, qui s'étend de 1848 à 1874 ; celle de la démocratie, issue de la révision fédérale de 1874, qui a établi le référendum facultatif ; et celle de la démagogie, qui s'est ouverte il y a deux ans avec l'introduction du droit d'initiative en matière de révision partielle de la Constitution » ; deux jours après la votation, la Neue Zürcher Zeitung dresse un portait alarmiste du futur : « Agitations, tenues d'assemblées publiques et secrètes, collectes de signatures, maintien [...] du peuple dans une agitation continuelle ». Du côté des vainqueurs de la votation, ce résultat n'est pas non plus vécu comme une victoire : le Journal de Genève par exemple, bien qu'opposé aux dirigeants radicaux, qualifie le vote de « succès des oppositions » et d'« avertissement » du peuple envers ses dirigeants.

### De 1891 à 1999

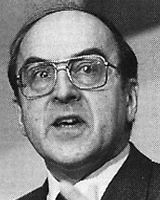
Portrait du conseiller fédéral Kurt Furgler, principal initiateur des modifications du droit d'initiative dans les années 1970.

Entre la mise en œuvre de l'initiative populaire fédérale par la loi fédérale du 27 janvier 1892 et le début du XXIe siècle, le concept ne va pratiquement plus changer, malgré quelques demandes de limitations matérielles faites en réaction à des évènements ponctuels. Les modifications qui y seront apportées concerneront deux domaines bien précis : d'une part l'évolution du nombre de signatures et d'autre part le délai de traitement des initiatives par les autorités fédérales.

#### Nombre de signatures requises
Initialement prévu à 50 000, le nombre de signatures requises pour demander une initiative populaire fédérale est régulièrement attaqué dès 1922 : ce sont ainsi pas moins de cinq interpellations ou postulats qui sont déposés dans le sens d'une augmentation jusqu'en 1972, date à laquelle le Département fédéral de justice et police organise une consultation sur le sujet ; les résultats de cette consultation sont mitigés : si la majorité des cantons et des grandes organisations se prononcent en faveur d'une augmentation du nombre de signatures, la totalité des partis politiques du centre et de la gauche refusent cette idée en préconisant le statu quo. Parmi les arguments les plus fréquemment relevés en faveur du relèvement du nombre de signatures figure l'introduction du suffrage féminin (qui, couplé à d'autres élargissement du droit de vote, fait tomber les 50 000 signatures nécessaires de 7,6 % du corps électoral en 1891 à quelque 1,6 % en 1970), le nombre sans cesse croissant d'initiatives populaires fédérales déposées, mais également les initiatives contre la surpopulation étrangère que certains parlementaires vont juger « inhumaines ».
Il faudra encore plusieurs interventions parlementaires pour que le gouvernement ne transmette finalement, en 1975, une proposition doublant le nombre de signatures requises tant pour l'initiative que pour le référendum. Dans son message accompagnant le projet, le Conseil fédéral relève que cette modification « ne consiste qu'en une adaptation pure et simple à des conditions qui ont changé depuis 1874 et 1891 sur le plan de la société et du droit » et « n'est pas motivée par le désir de résoudre les multiples problèmes que posent [...] l'initiative et le référendum ».
Légèrement modifié par le Parlement (qui diminue de 60 000 à 50 000 le nombre de signatures requises pour lancer un référendum), le projet est accepté en votation populaire le 25 septembre 1977 par 19 cantons et 56,7 % des votants en ce qui concerne l'initiative. Il n'aura cependant pas d'effet sur le nombre de cas d'utilisation de l'initiative populaire fédérale dans les années suivantes.
Une nouvelle proposition faite par le Conseil fédéral pour faire passer le nombre de signatures requises à 150 000 a été refusée par l'Assemblée fédérale lors de la révision de la Constitution de 1999.

#### Délai de traitement
Le délai accordé aux autorités pour traiter une initiative est tout d'abord fixé à une année par la loi du 27 janvier 1892 ; il est ensuite porté, en 1950 à trois ans à compter du dépôt de l'initiative, à la suite de l'avis exprimé par le Conseil fédéral selon lequel la procédure de traitement demande plus de temps.
En 1962, la loi sur les rapports entre les conseils entre en vigueur. Cette loi fixe de nouveaux délais de deux ans pour le Conseil fédéral (avec la possibilité d'ajouter une année supplémentaire en cas de besoin), puis d'une année pour l'Assemblée fédérale. Une année facultative supplémentaire est également accordée à l'Assemblée fédérale le 14 mars 1974 dans le cas où celle-ci décide de présenter un contre-projet. En 1976, l'année facultative accordée sur demande au Conseil fédéral devient fixe, le délai total de traitement ordinaire augmentant ainsi la durée totale maximale de trois à quatre ans. Le 20 juin 1986, la répartition des délais pendant la période des quatre ans est revue, le Conseil fédéral disposant de deux ans pour préparer son message (30 mois au cas où un contre-projet est présenté), le reste étant dévolu au Parlement.
En 1989, une initiative « contre les manœuvres dilatoires dans le traitement des initiatives populaires » demande la réduction du délai total à deux ans ; cette initiative n'obtiendra cependant pas le nombre de signatures nécessaires pour aboutir. Une nouvelle initiative populaire « pour une démocratie directe plus rapide » est lancée en 1997 par l'entreprise de distribution Denner, malgré la réduction, à la suite d'une nouvelle modification de la loi le 21 juin 1996, du délai total à trente mois, dont une année réservée au Conseil fédéral. Le comité, dénonçant que « trop souvent, pour des raisons politiques et tactiques, des initiatives populaires dorment dans les tiroirs », lance cette initiative afin de « mettre un terme à tous les agissements autour des initiatives populaires » ; elle est cependant refusée en votation le 12 mars 2000 par 70 % des votants et la totalité des cantons.

### De 1999 à nos jours
Le 18 avril 1999, une majorité de près de 60 % des votants accepte une nouvelle Constitution fédérale ; cette révision, essentiellement cosmétique, excluait toute modification profonde des structures constitutionnelles, celles-ci devant être traitées ultérieurement par des modifications partielles. Le Conseil fédéral avait toutefois, dans son message de 1997 présentant son projet de révision, proposé en parallèle une refonte des droits populaires : étendre l'initiative et le référendum aux actes internes ainsi qu'aux traités internationaux, tout en augmentant le nombre de signatures à 100 000 pour le référendum et 150 000 pour l'initiative ; le Parlement refusa d'entrer en matière sur cette proposition jugée peu cohérente. Le Conseil des États chargea cependant sa commission des institutions politiques de reprendre de cette proposition les idées « susceptibles de rallier une majorité de voix favorables » dans le but « de supprimer les carences que présente le dispositif actuel » et « pas de faciliter l'exercice des droits populaires ou de le compliquer ».
Les travaux de la commission débouchent, en 2001, sur un rapport qui conserve un certain nombre de mesures (l'initiative populaire générale ou la réduction du délai de récoltes de signatures de 18 à 12 mois), en rejette d'autres (l'augmentation du nombre de signatures ou le référendum sur les actes administratifs) et en propose de nouvelles (la possibilité d'accepter à la fois l'initiative et le contre-projet). À la suite de l'entrée en matière des deux chambres sur ce rapport, le Conseil fédéral réagit et propose des compromis sur certains points, en particulier sur le nombre de signatures pour le référendum. C'est finalement une proposition modeste qui est proposée à la votation : introduction de l'initiative populaire générale, possibilité de saisir le Tribunal fédéral en cas de désaccord sur la rédaction des textes de celle-ci, révision du calcul des voix en cas de « double-oui » à l'initiative et à son contre-projet sont parmi les principales innovations représentant le « plus petit dénominateur commun » entre les deux Chambres.
Présenté à la votation sous la forme d'un arrêté unique, l'ensemble des mesures est accepté une majorité de 70,4 % des votants et la totalité des cantons le 9 février 2003. Cependant, et malgré la règle selon laquelle « les modifications constitutionnelles entrent en vigueur dès leur approbation par le peuple et les cantons », plusieurs années s'écouleront encore avant que ces différentes mesures ne soient effectivement appliquées ; elles exigent en effet la révision de plusieurs lois (sur les droits politiques, sur le Parlement ou sur l'organisation judiciaire), révision pouvant elle-même être attaquée par référendum.

## Critiques et propositions d'évolution
Depuis sa mise en œuvre au niveau fédéral, l'initiative populaire a été l'objet de nombreuses critiques, parfois diamétralement opposées. Si elle n'a que peu été modifiée dans son application, de nombreuses propositions ont été faites au fil du temps pour résoudre ces critiques ; elles n'ont cependant eu que peu de résultats.

### Nombre d'initiatives
La multiplication des consultations populaires lors des 30-40 dernières années, en particulier sur des sujets identiques revenant périodiquement, a par exemple été perçu comme une raison de l'augmentation progressive du taux d'abstention, la participation aux scrutins passant de presque 70 % lors du début du XXe siècle à moins de 30 % un siècle plus tard. Afin de résoudre ce problème, et pour faire suite à de nombreuses interventions parlementaires sur le sujet principalement déposées par des députés du Parti radical, Fabio Pontiggia propose, en 1990, soit d'introduire un délai d'attente interdisant pour un certain temps de déposer une initiative populaire fédérale, soit d'allonger le délai imparti aux autorités fédérales pour une initiative traitant d'un sujet identique à celle d'une initiative précédente, permettant ainsi de respecter ce que le journaliste appelle « la volonté de la majorité ».
À l'exact inverse de cette proposition, une initiative populaire fédérale intitulée « pour que les initiatives populaires soient soumises au vote dans les six mois et que le Conseil fédéral et l'Assemblée fédérale soient forclos » et surnommée « initiative muselière », est lancée en 1999 avec comme but de supprimer toutes les limites instaurées pour le droit d'initiative (y compris le nombre de signatures et le délai de récolte de celles-ci) et obliger les autorités à la soumettre au vote dans les six mois suivant son dépôt. Cette proposition devait instaurer un système équivalent à celui que connaît l'État de Californie, où une initiative populaire peut être constitutionnelle ou législative, où les autorités n'ont quasiment aucun pouvoir ou influence sur celles-ci et où la validité d'une initiative donnée est confirmée après sa votation par les tribunaux. Cette initiative n'a cependant pas réuni les signatures nécessaires pour aboutir.
De son côté, le Conseil fédéral a également émis d'importantes critiques vis-à-vis de l'initiative populaire fédérale lors de sa proposition de révision constitutionnelle de 1995 : l'obligation faite aux autorités fédérales de traiter ces demandes qui échappent au système traditionnel de filtre assurant une des demandes dans le système politique[pas clair] pourrait être perçu comme un élément d'affaiblissement de ces mêmes autorités. De plus, la multiplication de ces demandes contribuerait à mettre le système fédéral « sous stress » en le détournant de ses tâches prioritaires. La proposition du gouvernement d'augmenter le nombre de signatures nécessaire, déjà évoquée plus haut dans cet article, n'a cependant pas été retenue.
En 2013 à nouveau, plusieurs voix, parmi lesquelles celles du groupe de réflexion Avenir Suisse ou de l'ancien secrétaire d'État Jean-Daniel Gerber (dans une interview donnée à la Neue Zürcher Zeitung) s'élèvent en faveur d'une réduction du nombre d'initiatives populaires soumises au vote. Ce dernier propose trois possibilités, à savoir : l'augmentation du nombre de signatures à 200 000, l'abaissement à 9 mois du délai de récolte des signatures ou l'établissement d'un quorum à l'Assemblée fédérale imposant un certain nombre de « parrainages » de députés avant qu'une initiative populaire ne puisse être soumise à la votation populaire.
Au niveau fédéral comme au niveau cantonal, plusieurs études ont été menées pour déterminer si l'utilisation d'Internet par les autorités permettrait d'augmenter le taux de participation, souvent inférieur à 50 %, des citoyens aux différentes votations ; cette utilisation pourrait se faire dans la communication politique, dans le vote électronique, ou encore dans la collecte de signatures électroniques. Dans une étude de 1998 sur ce sujet, la spécialiste de cyberadministration et cyberdémocratie Christine Poupa ne pense pas « que le taux global de participation soit significativement modifié par une éventuelle introduction de nouveaux outils », outils qui ne pourraient de toute façon, selon elle, pas être acceptables au niveau fédéral avant de nombreuses années.
Sur le plan du contenu des initiatives populaires fédérales, plusieurs critiques se sont également faites entendre. C'est en particulier le cas concernant le risque d'« émotionnalisation de la politique » selon l'expression de Karl Schumann qui relève que l'initiative populaire permet au peuple de prendre une décision concrète (sur le plan constitutionnel), alors même que le droit public précise que toute décision concrète doit découler d'une loi.[incompréhensible] Sur le même thème, le philosophe et politologue français Denis Collin dénonce l'idée de référendum d'initiative populaire en raison du trop grand risque de démagogie et cite explicitement la Suisse comme exemple. À titre de solution, Schumann propose par exemple de transformer l'initiative en simple demande au Parlement qui ne devrait la traiter que si elle est soutenue par un certain pourcentage de députés. Ces risques de dérapages populistes ou d'imposition d'une volonté quasi « tyrannique » d'une majorité à une minorité (selon l'expression du professeur José Woehrling) ont été mis en avant lors de l'étude faite, en 2002, par les autorités canadiennes, à la suite de la proposition faite par le ministre de la Réforme des institutions démocratiques, Jean-Pierre Charbonneau, d'introduire ce droit dans la constitution nationale.

### Titre des initiatives
En 2020 et 2021, une discussion a lieu sur la question du titre de l'initiative. Ainsi le conseiller national libéral-radical neuchâtelois Damien Cottier propose que la Chancellerie fédérale fixe le nom de l'initiative ou lui attribue un numéro chronologique, face aux titres « marketing » de certaines initiatives populaires, comme celle appelée officiellement « Halte à la surpopulation – Oui à la préservation durable des ressources naturelles »

## Proposition
Les différentes étapes du déroulement d'une initiative populaire fédérale sont strictement décrites dans la loi : en résumé, le texte de l'initiative, qui concerne un objet constitutionnel défini plus ou moins largement, est déposé par un comité d'initiative à la Chancellerie fédérale qui procède à un contrôle formel de celle-ci ; le même comité d'initiative dispose ensuite d'une certaine période pour récolter les signatures nécessaires et les déposer, tout en étant généralement habilité à retirer l'initiative. Selon que l'initiative est rédigée ou générale, son traitement par les autorités fédérales sera différent ; sa validité est cependant toujours subordonnée à des conditions à la fois formelles et matérielles. Elle est enfin proposée à la votation populaire, avec ou sans contre-projet présenté par les autorités fédérales.

### Composition du comité d'initiative
Depuis l'adoption de 1976 de la loi fédérale sur les droits politiques, toute initiative doit être portée par un comité d'initiative ; auparavant, seules celles assorties d'une clause de retrait devaient suivre cette règle. La modification législative du 21 juin 1996 précise que ce comité se compose d'un minimum de sept et d'un maximum de 27 personnes (premier nombre impair permettant d'avoir un représentant par canton) disposant de droits civiques (excluant ainsi les mineurs et les étrangers).
Les noms et adresses des membres du comité doivent figurer sur toutes les listes de signatures de l'initiative, afin de permettre aux citoyens de savoir exactement qui est à l'origine et soutient cette initiative. Ces membres sont chargés de préparer les listes de signatures, de les faire remplir et de les transmettre à la Chancellerie fédérale ; ils sont également formellement autorisés à recourir auprès du Tribunal fédéral contre les décisions de la Chancellerie. Les membres du comité d'initiative sont les seules personnes ayant le droit de décider du retrait de l'initiative à la majorité absolue des membres du comité. Ce retrait peut intervenir à n'importe quel moment du processus et peut être soit définitif soit assorti à la condition qu'une loi fédérale (qui reprend en règle générale certaines demandes de l'initiative) soit adoptée.

### Contrôle de faisabilité

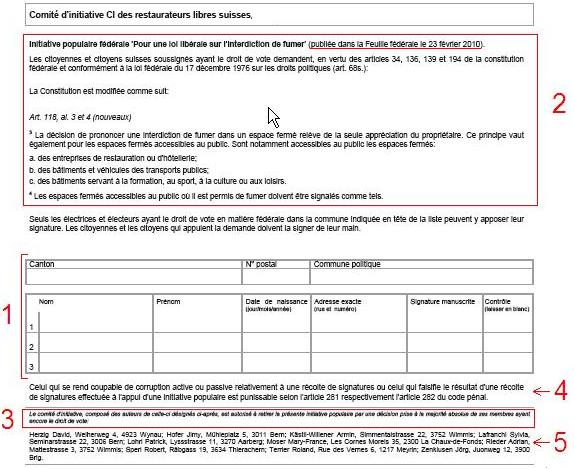
Exemple de feuille de signatures pour une initiative populaire fédérale, montrant les cinq éléments obligatoires énumérés ci-contre.

Un comité désirant lancer une initiative populaire fédérale doit présenter les listes de signatures de celle-ci à la Chancellerie fédérale qui va contrôler, selon l'article 68 de la loi sur les droits politiques, la présence des éléments suivants :
1. Le canton et la commune politique où le signataire de l'initiative a le droit de vote afin de faciliter la tâche de contrôle de validité des signatures ;
2. Le titre et le texte complet de l'initiative, ainsi que la date de sa publication dans la Feuille fédérale afin d'éviter que des signatures ne soient récoltées par anticipation ;
3. La clause de retrait de l'initiative obligatoire, telle que définie dans l'article 73 de la même loi ;
4. La mention exhaustive des articles 281[loi 2] et 282[loi 3] du Code pénal suisse, informant des délits de fraude ou de corruption électorale ;
5. Le nom et l'adresse des auteurs de l'initiative afin que les signataires connaissent les auteurs de l'initiative ainsi que les personnes autorisées à la retirer.

En plus des éléments de l'article 68 listés ci-dessus, la Chancellerie valide également le titre de l'initiative populaire fédérale qui ne doit pas induire en erreur, ne doit pas comporter d'éléments publicitaires, ni ne doit prêter à confusion. Dans l'un de ces cas, elle a pour devoir de modifier le titre de celle-ci comme le prévoit l'article 69 de la loi sur les droits politiques ; cette décision de modification peut être attaquée par le comité d'initiative devant le Tribunal fédéral.
Enfin, la Chancellerie procède aux traductions dans les trois langues officielles (la traduction en romanche est optionnelle et n'a pas, au contraire des trois autres versions linguistiques, de valeur légale) basée sur l'une des versions, désignée par le comité d'initiative comme faisant foi. Les traductions effectuées par la Chancellerie fédérale ne peuvent pas faire l'objet d'un recours. Elle ne procède en revanche à aucun contrôle du contenu de l'initiative, ni de sa validité. À l'issue de son contrôle, la Chancellerie fédérale publie dans la Feuille fédérale le titre et le texte de l'initiative dans les trois langues officielles (la version romanche, si elle existe, est publiée avec la version allemande), ainsi que les noms et adresses des auteurs, permettant ainsi le début de la récolte des signatures.
Ce contrôle préliminaire de la Chancellerie, préalablement optionnel, a été rendu obligatoire avec l'entrée en vigueur de la loi sur les droits politiques le 1er juillet 1978 afin d'éviter qu'une initiative populaire fédérale ne soit invalidée pour cause de non-conformité des listes de signatures.

### Récolte, dépôt et validation des signatures

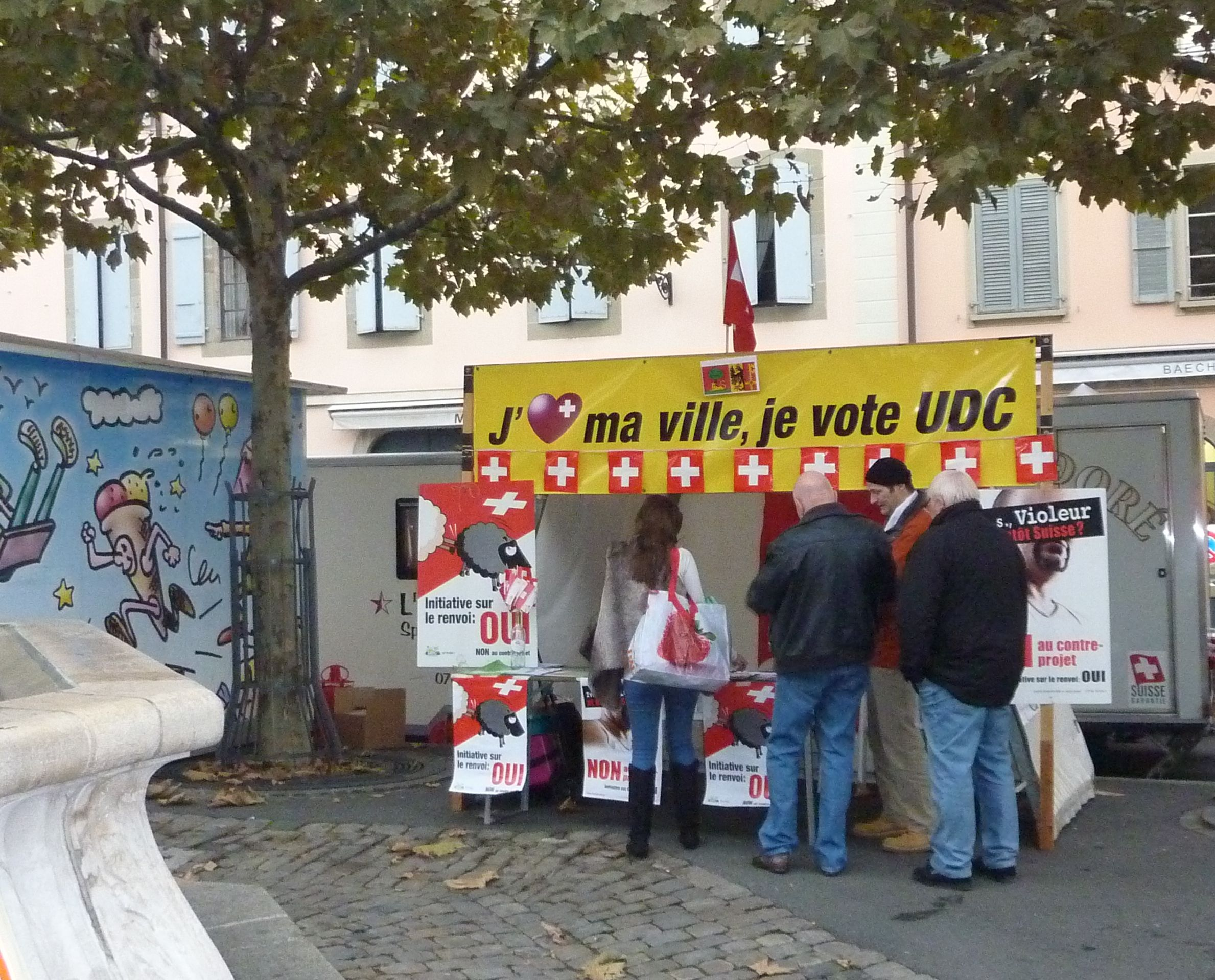
Stand de récolte de signatures pour une initiative populaire fédérale.

Dans les 18 mois qui suivent la publication dans la Feuille fédérale, le comité d'initiative doit réunir 100 000 signatures sur les listes prévues à cet effet qui peuvent avoir de multiples apparences. Ces listes doivent être déposées en une fois auprès de la Chancellerie fédérale ; faute de quoi, la Chancellerie fédérale constate simplement le non-aboutissement de l'initiative populaire fédérale et publie ce constat dans la Feuille fédérale ; l'initiative est alors déclarée caduque et les signatures déjà récoltées sont perdues.
Dans de nombreux cas, la collecte des signatures représente une étape importante pour le comité qui ne se contente pas de comptabiliser les 100 000 paraphes nécessaires, mais profite de cette campagne pour informer le public sur les raisons et l'enjeu de la demande. Cette étape représente en effet généralement la première occasion d'informer le grand public sur l'initiative populaire fédérale. Les moyens mis en œuvre pour la récolte des signatures sont laissés au choix du comité d'initiative qui dispose de droits étendus permettant de faire aboutir l'initiative, ceci toutefois dans le respect de l'ordre public et de la liberté d'autrui. Parmi les moyens fréquemment employés, on trouve entre autres les annonces dans la presse, les envois postaux, la collecte de porte à porte ou la tenue d'assemblées ; depuis le début des années 2000, la pratique consistant à payer des personnes chargées de récolter des signatures semble se développer. Cette pratique, au contraire de celle qui consisterait à payer des personnes pour qu'elles signent l'initiative, n'est pas illégale.
Comme noté plus haut, le nombre de signatures a doublé à la suite de l'acceptation populaire du projet de révision le 25 septembre 1977. Le délai de récolte, quant à lui, a été introduit à la suite de la création de la loi sur les droits politiques, accepté en votation populaire le 4 décembre 1977 par 59,4 % des votants. Cette limitation, originellement prévue pour diminuer le nombre d'initiatives déposées, est également justifiée par les risques encourus par une initiative laissée en suspens pendant une trop longue période et, potentiellement, ne répondant plus après un certain temps aux désirs de ses créateurs. En 2001, une proposition de la Commission des institutions politiques du Conseil des États vise à réduire le délai de récolte à 12 mois ; cette proposition, soutenue par le Conseil fédéral, est cependant refusée par le plénum du conseil.

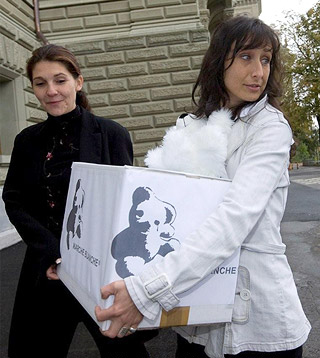
Dépôt des signatures de l'initiative populaire « pour l'imprescriptibilité des actes de pornographie enfantine » par les membres du comité d'initiative.

Après le dépôt des listes de signatures, la Chancellerie procède au décompte des signatures valables pour vérifier l'aboutissement de l'initiative populaire fédérale, à savoir qu'elle a bien récolté les signatures nécessaires dans le délai accordé. Les signatures peuvent être déclarées nulles pour trois raisons différentes : 
- soit car elles figurent sur une liste qui ne répond pas aux critères de l'article 68 de la loi sur les droits politiques ;
- soit car la liste a été déposée après l'échéance de 18 mois[notes 5] ;
- soit enfin car la personne apposant sa signature ne bénéficie pas des droits politiques au niveau fédéral.

La vérification de la dernière raison relève de chaque commune politique qui est chargée d'attester que le signataire est bien un citoyen actif dans celle-ci. Cette vérification est ensuite confirmée par la Chancellerie qui annule toutes les signatures n'ayant pas été attestées ou attestées à tort ou lorsque le même citoyen souscrit plus d'une fois à la même initiative populaire fédérale.
Dans tous les cas, la Chancellerie publie dans la Feuille fédérale le nombre de signatures valables et nulles ainsi que sa décision sur l'aboutissement qui peut être :
- un constat d'aboutissement si plus de 100 000 signatures ont été validées ;
- une mention selon laquelle le délai est échu et l'initiative n'a pas abouti si moins de la moitié des signatures nécessaires ont été validées ;
- un constat de non aboutissement par voie de décision autrement.

Les deux premières décisions ne sont pas contestables. En revanche, la troisième constatation peut être attaquée en recours auprès du Tribunal fédéral.
Le contrôle opéré par la Chancellerie ne supprime généralement qu'un nombre minime de signatures. Le premier cas dans lequel une telle décision aurait eu cet effet concerne l'Initiative populaire « Introduction de la semaine de 40 heures » : une première série de signatures avaient été récoltées sur des listes ne comprenant que le texte en allemand ; par la suite, une seconde série de listes a été éditée avec également les textes en français et italien ; la Chancellerie avait alors refusé de valider les 11 613 signatures de la première série, empêchant ainsi l'aboutissement de l'initiative. Cette décision avait toutefois été cassée par le Tribunal fédéral, saisi en recours, qui a déclaré l'initiative valide. En 2012, un second cas s'est présenté. Concernant l'initiative populaire « Stop à la bureaucratie ! », la Chancellerie fédérale a en effet constaté que « sur les 100 649 signatures déposées dans les délais à la Chancellerie fédérale, au maximum et dans l'hypothèse où tous les cas douteux seraient comptés comme valables, 97 537 sont valables ».

### Consultation et avis du Conseil fédéral

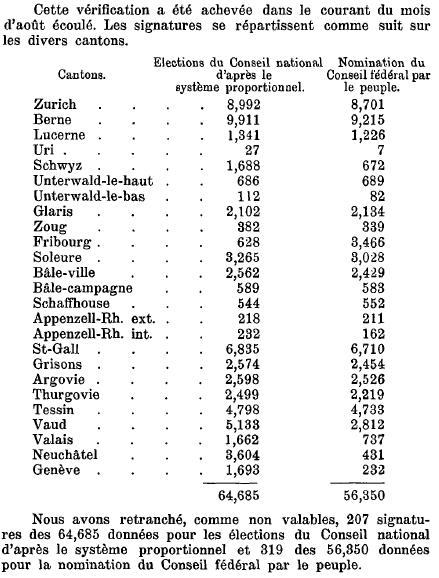
Extrait de la Feuille fédérale de 1899 montrant le rapport de la Chancellerie fédérale sur l'aboutissement de deux initiatives.

Lorsque l'initiative populaire fédérale a officiellement abouti, elle est transmise au Conseil fédéral afin que celui-ci se prononce sur sa validité et son opportunité. Comme c'est généralement le cas pour toute élaboration de texte législatif, le Conseil fédéral organise une procédure de consultation auprès des cantons, des principales organisations représentatives, des partis politiques et des différents milieux intéressés. Cette procédure, obligatoire lors de travaux préparatoires concernant une modification de la Constitution, un traité international soumis au référendum ou « projets qui ont une grande portée politique, financière, économique, écologique, sociale ou culturelle ou dont l'exécution sera confiée en grande partie à des organes extérieurs à l'administration fédérale », n'est pas légalement obligatoire en ce qui concerne la prise de position du gouvernement sur une initiative populaire fédérale ni sur l'opportunité ou non de proposer un contre-projet à celle-ci. Cette méthode, couplée ou non avec une étude externe réalisée par une commission d'experts spécifiquement mandatée dans ce but, est cependant fréquemment utilisée par le gouvernement, en particulier lorsque celui-ci doit rendre un avis autre que négatif.
Quelle que soit la procédure suivie, le Conseil fédéral doit, dans un délai d'une année à compter du dépôt de l'initiative populaire fédérale auprès de la Chancellerie fédérale, émettre un avis destiné aux Chambres fédérales ; cet avis est composé d'un projet d'arrêt fédéral accompagné d'un message dans lequel le gouvernement examine à la fois la validité de l'initiative et son opportunité ; le gouvernement n'a cependant aucune décision formelle à prendre et ne peut qu'émettre une recommandation au Parlement.
Cet avis existe pratiquement depuis la création de l'initiative populaire fédérale : la première mention d'une prise de position du Conseil fédéral concerne en effet l'initiative populaire « Élection du Conseil national basée sur la population de nationalité suisse » de 1902, pour laquelle les Chambres fédérales demandent l'avis du gouvernement avant de se prononcer, alors que ce dernier se contentait auparavant de notifier l'aboutissement de l'initiative. Dans les premières années, la collecte de l'avis du Conseil fédéral est incluse dans la période d'une année dont dispose l'Assemblée fédérale pour traiter l'initiative ; or, au fil des années, ce délai devient de plus en plus difficile à tenir, en particulier pendant les deux guerres mondiales de l'aveu même du gouvernement ; une proposition de 1948 du gouvernement de ne pas fixer de durée précise mais de préciser que « les Chambres fédérales devront décider sans retard, compte tenu des circonstances » est refusée par le Parlement qui modifie la loi en 1950 afin d'accorder deux ans au Conseil fédéral pour soumettre son rapport. Ce délai de deux ans sera réduit de moitié lors de la modification du 21 juin 1996 de la loi fédérale sur les droits politiques et de la loi sur les rapports entre les conseils.
Dans quelques cas, principalement dictés par une certaine urgence politique, le gouvernement rend très rapidement son avis ; cela a été en particulier le cas pour la première des « Initiatives Schwarzenbach » (du nom de leur auteur principal) de 1969 pour laquelle le Conseil fédéral n'a pas pris plus de quatre mois pour rendre son rapport, ou pour l'initiative contre les exportations d'armes de 1972, pour laquelle le gouvernement propose un contre-projet en cinq mois seulement. Dans les deux cas, le Conseil fédéral a voulu ainsi montrer sa prise de conscience d'un problème (la présence jugée trop forte d'étrangers dans le premier cas et le scandale de la vente d'armes d'Oerlikon-Buehrle au Nigeria dans le second), tout en évitant également un trop long débat sur un sujet jugé sensible.
Dans la majorité des cas cependant, le Conseil fédéral utilise la totalité de la période qui lui est allouée pour rendre son avis ; si cela se justifie parfois par l'attente de la finalisation d'une législation en cours de rédaction sur le sujet (comme cela a été le cas par exemple pour les initiatives pour la réduction du temps de travail ou pour la sauvegarde des eaux de 1984), cette tendance est également utilisée politiquement afin d'atténuer les effets ayant provoqué le dépôt de l'initiative populaire fédérale et, donc, de minimiser son importance auprès du public comme dans le cas de l'initiative populaire « pour une protection efficace des locataires », déposée en 1973 pendant une importante crise du logement ; le Conseil fédéral va attendre jusqu'en 1976, année conjoncturellement favorable aux locataires avec une faible inflation et une baisse du taux hypothécaire, pour rendre son rapport dans lequel il relève « le rôle important que joue le rapport étroit existant entre l'évolution des loyers et celle de la situation économique ».

### Traitement au Parlement

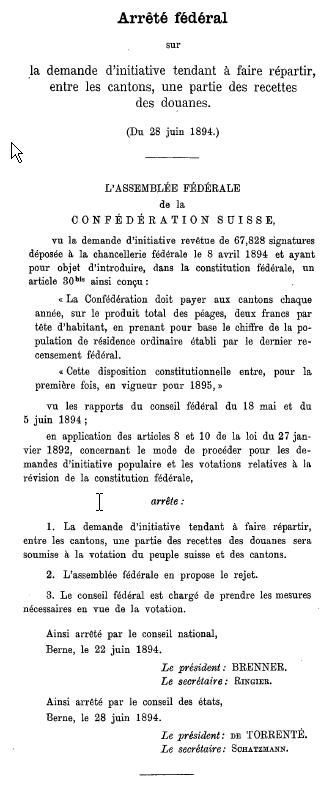
Arrêté fédéral et prise officielle de position du Parlement concernant l'initiative populaire « tendant à faire répartir, entre les cantons, une partie des recettes des douanes » en 1894.

N.B. Ce paragraphe, ainsi que les suivants, traite des demandes de révision partielle de la constitution. Le processus en cas de demande de révision totale est totalement différent et, pour cette raison, traité dans un paragraphe spécifique.
Basé sur l'avis du Conseil fédéral (qui peut être entièrement suivi, partiellement suivi ou totalement remanié), les deux chambres fédérales se prononcent tout d'abord sur la validité de l'initiative populaire fédérale qui ne peut être annulée que sur des questions de droit (voir le paragraphe suivant pour plus de détails) ; la suite du processus dépend de la forme de l'initiative populaire fédérale, selon qu'elle est conçue en termes généraux ou rédigée.

#### Initiative présentée en termes généraux
Dans le cas d'une initiative présentée en termes généraux, le Parlement peut décider de refuser l'initiative qui est alors soumise sur rapport du conseil fédéral, telle que présentée, à la votation populaire (à la majorité simple, celle des cantons n'est pas nécessaire) dans les deux ans suivant sa décision : en cas de refus, la procédure est terminée et classée, ce qui s'est produit à quatre reprises dans l'histoire. En cas d'acquiescement de l'initiative par le Parlement ou d'acceptation par le peuple, l'Assemblée doit rédiger une modification constitutionnelle dans le sens demandé par le texte de l'initiative populaire fédérale. Cette modification est ensuite présentée dans les trente mois suivant sa rédaction en votation où elle doit obtenir la double majorité du peuple et des cantons pour être acceptée.
Dans le cas où les deux chambres ne parviennent pas à trouver un accord sur l'acceptation ou le refus de l'assemblée, ou après une période de deux ans suivant le dépôt de l'initiative, elle est automatiquement considérée comme refusée et donc présentée en votation. Ces délais, qui n'ont pas toujours été respectés dans le passé, le sont depuis une modification législative précisant que le Parlement ne peut plus ni approuver l'initiative, ni en recommander le rejet lors de la votation. Dans le cas d'une initiative approuvée, si les deux chambres ne parviennent pas à s'accorder sur une proposition de texte, les deux propositions sont soumises à la votation populaire ; ce cas ne s'est cependant encore jamais produit dans la pratique.
Il n'existe que deux cas dans lesquels une modification de la Constitution a été proposée en votation populaire à la suite d'une initiative populaire fédérale présentée en termes généraux : l'initiative populaire « pour la coordination scolaire » de 1969 et l'initiative populaire « pour la création d'un service civil » de 1972 ; dans les deux cas, le Parlement avait accepté l'initiative. Dans les deux cas cependant, des problèmes sont apparus lors de la rédaction du texte quant à son adéquation avec les désirs exprimés par le comité d'initiative : dans le premier cas, le texte présenté englobe une matière plus large que la simple uniformisation du début de l'âge scolaire et de la durée de la scolarité demandées par l'initiative populaire fédérale et qui ne sont même pas traités dans la proposition présentée par le Parlement. Dans le second cas, des divergences sont apparues entre les députés pour savoir si la rédaction du texte final devait se limiter au texte proposé ou si les intentions des initiateurs, telles que présentées lors de déclarations publiques, devaient également être prises en compte.

#### Initiative rédigée de toutes pièces
Dans le cas d'une initiative rédigée de toutes pièces, le Parlement est tenu de soumettre le texte reproduit sur les listes de signatures sans la moindre altération à la double majorité du peuple et des cantons ; il dispose cependant de plusieurs méthodes pour donner son avis et le faire connaître à la population.
Le Parlement peut tout d'abord décider d'approuver l'initiative ; cette décision, très rare, ne s'est produite formellement qu'à deux reprises avec les initiatives « Pour un jour de la fête nationale férié » déposée en 1990 et « Pour l'adhésion à l'ONU » de 2000 ; dans les deux cas, les initiatives ont été ensuite acceptées en votation populaire,.
Dans le cas où le Parlement rejette l'initiative, il peut choisir de lui opposer un contre-projet (direct ou indirect) et de formuler une recommandation de vote. Si la première possibilité n'est utilisée que dans environ 15 % des cas, la seconde est de règle ; dans certains cas, très rares, l'Assemblée fédérale n'a pas donné de consignes de vote : l'initiative sur la solution des délais, votée en 1977 pour laquelle les deux Chambres « n'ont pas pu s'entendre sur une recommandation à adresser au peuple et aux cantons », l'initiative « contre les importations de denrées fourragères », retirée en 1983 en raison d'un contre-projet indirect, que le Parlement demande au Conseil fédéral de soumettre à la votation « sans recommandation », l'initiative populaire fédérale contre les rémunérations abusives, pour laquelle aucune décision concordante entre les Chambres fédérales concernant la recommandation de vote n'a pas être trouvée, en sont des exemples.
Depuis le 1er juillet 1978, la loi sur le Parlement fixe à trente mois le délai maximum donné au Parlement pour traiter d'une initiative populaire fédérale rédigée, tout en lui laissant la possibilité de prolonger ce délai d'une année maximum dans le cas où l'une des deux Chambres décide de lui opposer un contre-projet. Ces trente mois comprennent le délai fixé au Conseil fédéral pour s'exprimer sur la validité de l'initiative et sur son opportunité. Enfin, le Conseil fédéral est tenu d'organiser la votation populaire dans les dix mois suivant le traitement de l'initiative par le Parlement. Cette limitation a été mise en place pour éviter les cas, fréquents à certaines périodes, où plus de cinq ans s'écoulaient entre le dépôt de l'initiative populaire fédérale et la tenue du scrutin. À titre d'exemple, l'initiative populaire « contre la limitation du droit de vote lors de la conclusion de traités avec l'étranger » a été déposée à la Chancellerie fédérale le 20 mars 1973 ; le Conseil fédéral a rendu son rapport une année et demie plus tard, le 23 octobre 1974 ; en premier traitement, le Conseil des États décide de déclarer l'initiative nulle ; cette décision est refusée par le Conseil national qui, en revanche, propose un contre-projet sur le texte duquel les deux Chambres vont se battre. Il faudra en tout plus de deux ans, jusqu'au 17 décembre 1976 pour que l'arrêté du Parlement soit finalement publié et quelques mois encore pour organiser le vote qui se tiendra finalement le 13 mars 1977.

### Contre-projet

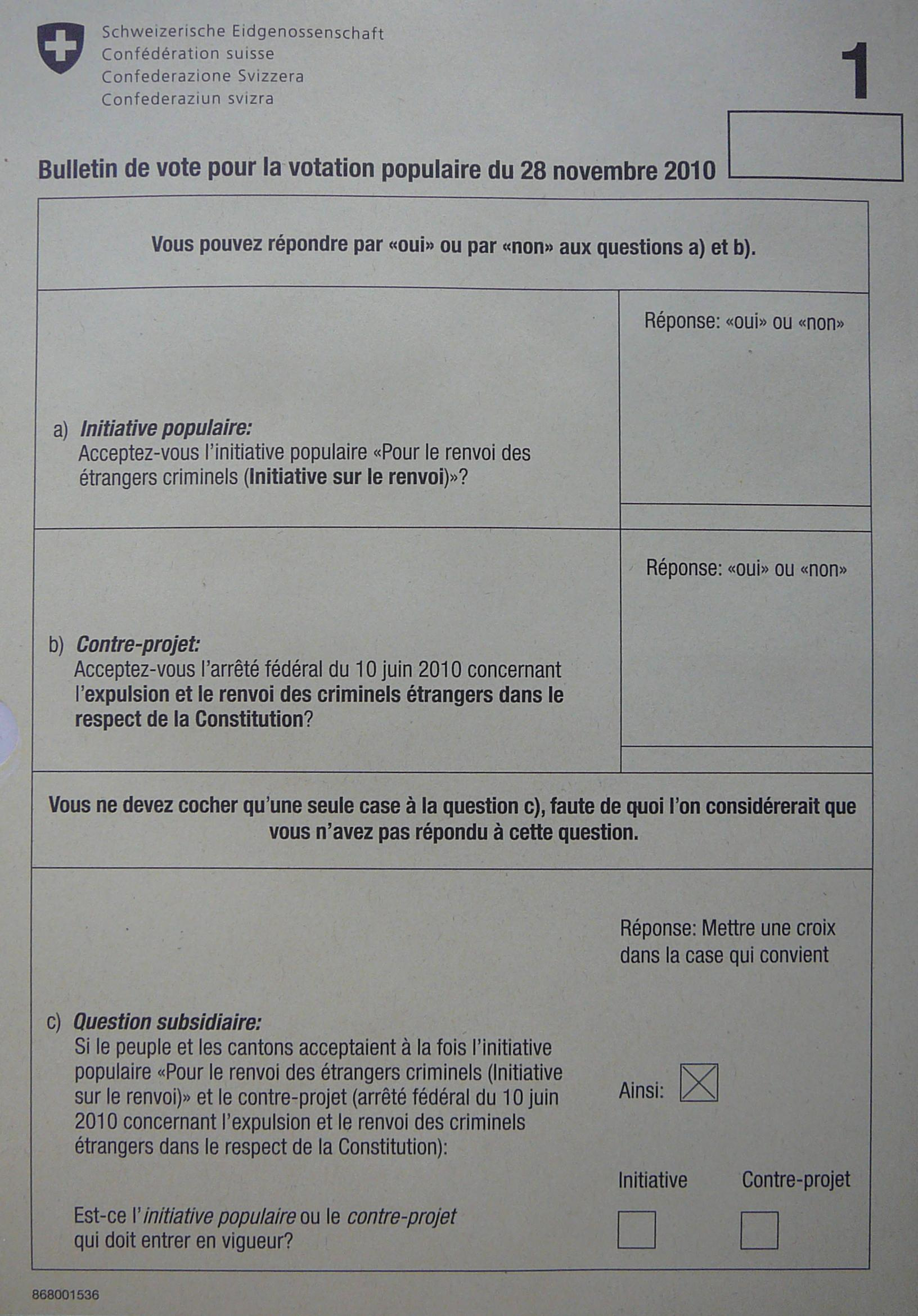
Bulletin de vote du 28 novembre 2010 pour une initiative fédérale avec contre-projet direct. En bas du bulletin, la question subsidiaire.

Comme mentionné plus haut, le Parlement est autorisé à présenter un contre-projet à l'initiative populaire fédérale.
Cette possibilité a été créée en 1891 dans un double but : tout d'abord afin d'offrir une possibilité de corriger un texte mal rédigé par un comité peu expérimenté, mais également pour offrir au Parlement la possibilité de transmettre une option plus nuancée qu'un simple refus de l'initiative, en particulier dans le cas où il en accepte (même partiellement) le principe tout en rejetant la forme. Avec le temps, deux utilités supplémentaires du contre-projet ont vu le jour : celle de favoriser le statu quo en « diluant » les voix des votants entre l'initiative populaire fédérale et le contre-projet et celle d'exprimer, de manière plus pondérée, les idées des initiants, augmentant ainsi les chances de succès en cas de votation. Depuis 2003 et l'acceptation en votation populaire de la possibilité de voter à la fois pour l'initiative et le contre-projet, également appelé système du « double oui », il n'est cependant plus possible de « diluer » les voix des personnes s'opposant au statu quo entre l'initiative populaire et le contre-projet. La volonté de reprendre certaines demandes de l'initiative de manière plus pondérée s'est quant à elle par exemple illustrée par le contre-projet proposé par le Conseil fédéral à l'initiative populaire « Utilisation des forces hydrauliques », déposée en 1906 et qui « donne réellement trop peu d'indications pour la loi ultérieure d'exécution » : si le principe exprimé dans l'initiative est approuvé, sa rédaction « nous a paru inacceptable » selon le rapport du Conseil fédéral qui présente une nouvelle formulation allant dans le même sens.
Sur les 16 cas de ce type recensés entre 1891 et 2018, on dénombre 6 contre-projets adoptés contre 3 initiatives de départ acceptées et 7 rejets des deux propositions.
Il existe de fait deux formes de contre-projet : le contre-projet direct, ou proprement dit et le contre-projet indirect, ou improprement dit.

#### Contre-projet direct
Un contre-projet direct est une proposition de modification constitutionnelle soumise par l'Assemblée fédérale et répondant à deux critères : un critère formel, la proposition devant faire l'objet d'une votation simultanée et un critère de fond, les deux textes devant porter sur « la même matière constitutionnelle ». Concrètement, les deux textes doivent aborder la même question, mais peuvent y apporter des réponses différentes ou couvrir un domaine différent.
Dans les faits, entre 1891 et 1992, 26 initiatives sur les 184 ayant abouti se sont vu opposer un contre-projet ; dans la moitié des cas, les initiants ont retiré leur initiative en faveur du contre-projet, les 13 autres cas ont été soumis au vote : dans six cas, le contre-projet a été accepté et non l'initiative, dans cinq cas ni le contre-projet, ni l'initiative n'ont été acceptés. Dans les deux derniers cas, l'initiative a été acceptée et non le contre-projet.

#### Contre-projet indirect
Selon l'article 97 de la loi sur le Parlement, l'Assemblée fédérale peut opposer comme contre-projet un « projet d'acte en rapport étroit » à une initiative populaire fédérale, sans toutefois le présenter à la votation simultanée ; cet acte est alors appelé « contre-projet indirect » L'un des avantages du contre-projet indirect réside dans la possibilité de se matérialiser sous la forme d'une simple loi et non d'une modification constitutionnelle, évitant ainsi de surcharger la Constitution par trop de détails.
Bien que le contre-projet indirect ne soit pas présenté à la votation en même temps que l'initiative populaire fédérale à laquelle il s'oppose, le lien entre les deux propositions peut être accentué, en particulier par la subordination de l'entrée en vigueur du contre-projet au rejet ou au retrait de l'initiative. Le texte de loi proposé comme contre-projet indirect peut bien entendu être attaqué par un référendum ; dans le cas où ce dernier aboutit, le Conseil fédéral peut soumettre l'initiative et le contre-projet simultanément à la votation, mais n'est pas tenu de le faire : cette distinction représente la principale différence entre un contre-projet direct ou indirect.
Entre 1945 et 1997 par exemple, 19 initiatives populaires fédérales ont été retirées par leurs auteurs à la suite de la présentation d'un contre-projet indirect par le Parlement. Dans la majorité des cas, les contre-projets ne répondaient que partiellement aux demandes des initiatives ; il existe cependant, pour la période citée quatre exemples où l'initiative a été retirée car pleinement réalisée par un acte de loi : l'initiative « pour le retour à la démocratie directe » retirée le 24 janvier 1951, deux initiatives en faveur d'une assurance-invalidité retirées les 5 et 8 décembre 1959 et enfin l'initiative « contre le bang supersonique des avions civils », retirée le 15 mai 1972.

### Votation

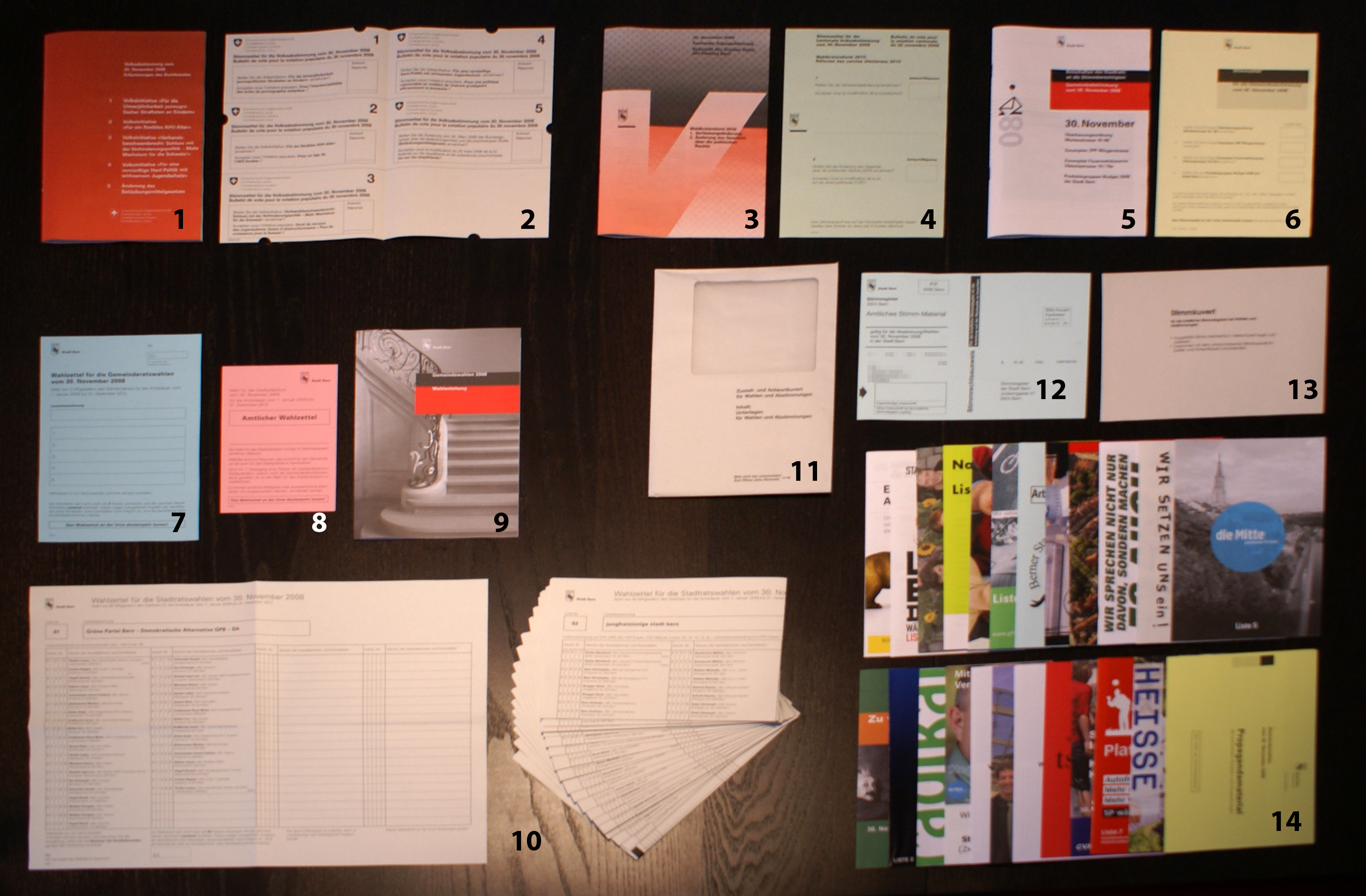
Matériel de vote envoyé aux citoyens (novembre 2008).

Lorsque l'Assemblée fédérale a terminé son travail sur une initiative populaire fédérale, le Conseil fédéral dispose alors d'une période de dix mois pour la soumettre (ainsi que le contre-projet direct si besoin est) à la votation populaire. Il utilise pour cela l'une des dates retenues par la Chancellerie fédérale et doit ensuite informer les électeurs sur cet objet tout en respectant « les principes de l'exhaustivité, de l'objectivité, de la transparence et de la proportionnalité » et en ne défendant que les recommandations de vote de l'Assemblée fédérale.
Le texte soumis au vote est celui figurant strictement sur les feuilles de signatures et la votation porte sur cette proposition, et non sur la résolution du Parlement. En plus de ce texte, chaque citoyen reçoit à son domicile, « au plus tôt quatre semaines avant le jour de la votation mais au plus tard trois semaines avant cette date », le matériel de vote, le texte soumis à la votation, ainsi que des explications objectives du Conseil fédéral, permettant aux votants de prendre connaissance du sujet ; ces explications doivent reprendre les arguments avancés par le comité d'initiative ainsi que ceux de l'Assemblée fédérale, de même que les consignes de votes de cette dernière.
Une initiative populaire fédérale est approuvée si elle obtient la majorité des votants dans le cas d'une proposition en termes généraux et si elle obtient la double majorité des cantons et des votants dans le cas d'une proposition rédigée. Dans le cas où le Parlement oppose un contre-projet à une initiative populaire fédérale, le processus est un peu différent : les deux propositions sont présentées simultanément et les votants sont amenés à répondre à trois questions : s'ils préfèrent l'initiative à la situation actuelle, s'ils préfèrent le contre-projet à la situation actuelle et enfin, en cas de double approbation, s'ils préfèrent l'initiative ou le contre-projet. La troisième question n'est utilisée que dans le cas où les deux textes sont approuvés et permet de définir laquelle des deux propositions sera appliquée ; dans le cas très précis où les deux propositions sont acceptées, que la majorité du peuple se porte sur l'un des textes et la majorité des cantons sur l'autre dans la troisième question, la loi prévoit que le texte qui entre en vigueur est celui « qui a enregistré la plus forte somme des pourcentages des voix des votants et des voix des cantons ».
Cette procédure est entrée en vigueur en 1988, une année après avoir été approuvée en votation populaire le 5 avril 1987 par 63,3 % des votants. Elle remplace l'ancienne procédure, mise en place en 1892, selon laquelle seules deux questions, mutuellement exclusives, étaient posées (« Acceptez-vous l'initiative » ou « Acceptez-vous le référendum ») ; les votants avaient alors le choix de refuser les deux propositions ou d'en accepter une seule, un double-oui étant considéré comme un vote nul alors qu'un vote blanc comptait comme un non. Cette procédure avait subi de nombreuses critiques, en particulier celles de favoriser par trop le statu quo ou d'empêcher les votants d'exprimer un vote suffisamment nuancé dans le cas où leur premier choix n'était pas suivi.

### Retrait et annulation
Depuis le moment où une initiative populaire fédérale est déposée à la Chancellerie fédérale jusqu'à une dizaine de jours avant que le Conseil fédéral n'en fixe la date de votation, une majorité des membres du comité d'initiative peut demander, par écrit, le retrait de celle-ci ; cette décision est alors publiée dans la Feuille fédérale et le cas est classé.
Cette possibilité de retrait est obligatoire depuis la loi sur les droits politiques de 1976 ; auparavant, cette disposition était optionnelle. Dans l'histoire, cinq initiatives ont même été explicitement exclues de droit de retrait : il s'agit des initiatives « pour l'interdiction des armes atomiques » en 1959, « relative à la lutte contre l'alcoolisme » en 1963, « contre l'emprise étrangère » en 1969, « contre l'emprise étrangère et le surpeuplement de la Suisse » en 1972, et enfin « contre la limitation du droit de vote lors de la conclusion de traités avec l'étranger » en 1973 ; ce rejet d'une possibilité de retrait s'expliquerait soit par l'affirmation d'une volonté d'aller jusqu'au bout de la procédure (comme dans le cas de la première initiative sur l'emprise étrangère), soit (dans le cas de l'initiative contre les armes atomiques par exemple) parce qu'un compromis n'est pas envisageable dans l'esprit des initiants.
Outre ces quelques cas spécifiques, la clause de retrait est largement employée : près d'un tiers des initiatives populaires fédérales ayant abouti sont en effet retirées par leurs initiants. Les raisons de ces retraits sont multiples : l'initiative peut avoir perdu son objet (à la suite d'une modification légale ou d'un changement des circonstances) ou un contre-projet proposé peut sembler plus opportun aux initiants qui acceptent de retirer leur texte en faveur de celui-ci.
Il existe un autre cas pour stopper le processus de déroulement d'une initiative populaire fédérale : le Parlement peut, lors de son examen de la proposition, la déclarer invalide et l'annuler. Les motifs d'annulation sont les suivants :
- non-respect de l'unité de forme (l'initiative populaire fédérale ne peut être que conçue en termes généraux ou rédigée) ;
- non-respect de l'unité de matière (un « rapport intrinsèque » doit exister entre les différentes parties d'une initiative) ;
- transgression grave d'une norme de droit international impératif (l'initiative est contraire au jus cogens international) ;
- initiative jugée irréaliste (cette règle a été jugée « tellement évidente » par le Conseil fédéral qu'elle n'a pas été strictement écrite dans la loi[ff 25]).

Le politologue Étienne Grisel définit un cinquième motif d'annulation, à savoir le non-respect de l'unité de rang (le texte ne devant concerner qu'une modification constitutionnelle) ; la pratique ne semble cependant pas avoir retenu ce motif dans les faits selon le juriste Jean-François Aubert.
C'est le critère d'unité de matière qui est le plus délicat à gérer et prête le plus à discussion. Selon la définition de Jean-François Aubert, une initiative populaire fédérale viole ce critère lorsqu'« elle contient au moins deux points et qu'un citoyen peut vouloir l'un sans vouloir l'autre, et vouloir l'autre sans vouloir le premier » ; le même auteur estime à une quinzaine le nombre d'initiatives tombant sous le coup de cette définition. Le Parlement a une autre lecture de ce critère, allant jusqu'à couper en deux une initiative populaire fédérale proposant à la fois un changement dans la procédure de naturalisation et dans celle traitant du renvoi des étrangers « compromettant la sûreté du pays » et d'organiser deux votations, chacune sur la moitié du texte. De fait, historiquement, l'Assemblée fédérale s'est toujours montrée assez large dans l'interprétation de cette règle de l'unité de matière.
Depuis l'entrée en fonction de l'initiative populaire fédérale jusqu'au début du XXIe siècle, quatre propositions ont été annulées par le Parlement :
1. L'initiative populaire « pour la réduction temporaire des dépenses militaires », déclarée nulle en 1955 car « objectivement inexécutable » selon le message du Conseil fédéral[ff 27] ;
2. L'initiative populaire « contre la vie chère et l'inflation », déclarée nulle en 1977 car ne respectant pas le principe d'unité de matière[ff 28] ;
3. L'initiative populaire « pour moins de dépenses militaires et davantage de politique de paix », déclarée nulle pour la même raison en 1995[ff 29] ;
4. L'initiative populaire « pour une politique d'asile raisonnable », déclarée nulle car ne respectant pas les droits de l'homme en 1996[ff 30].

### Cas spécial de l'initiative tendant à la révision totale de la constitution

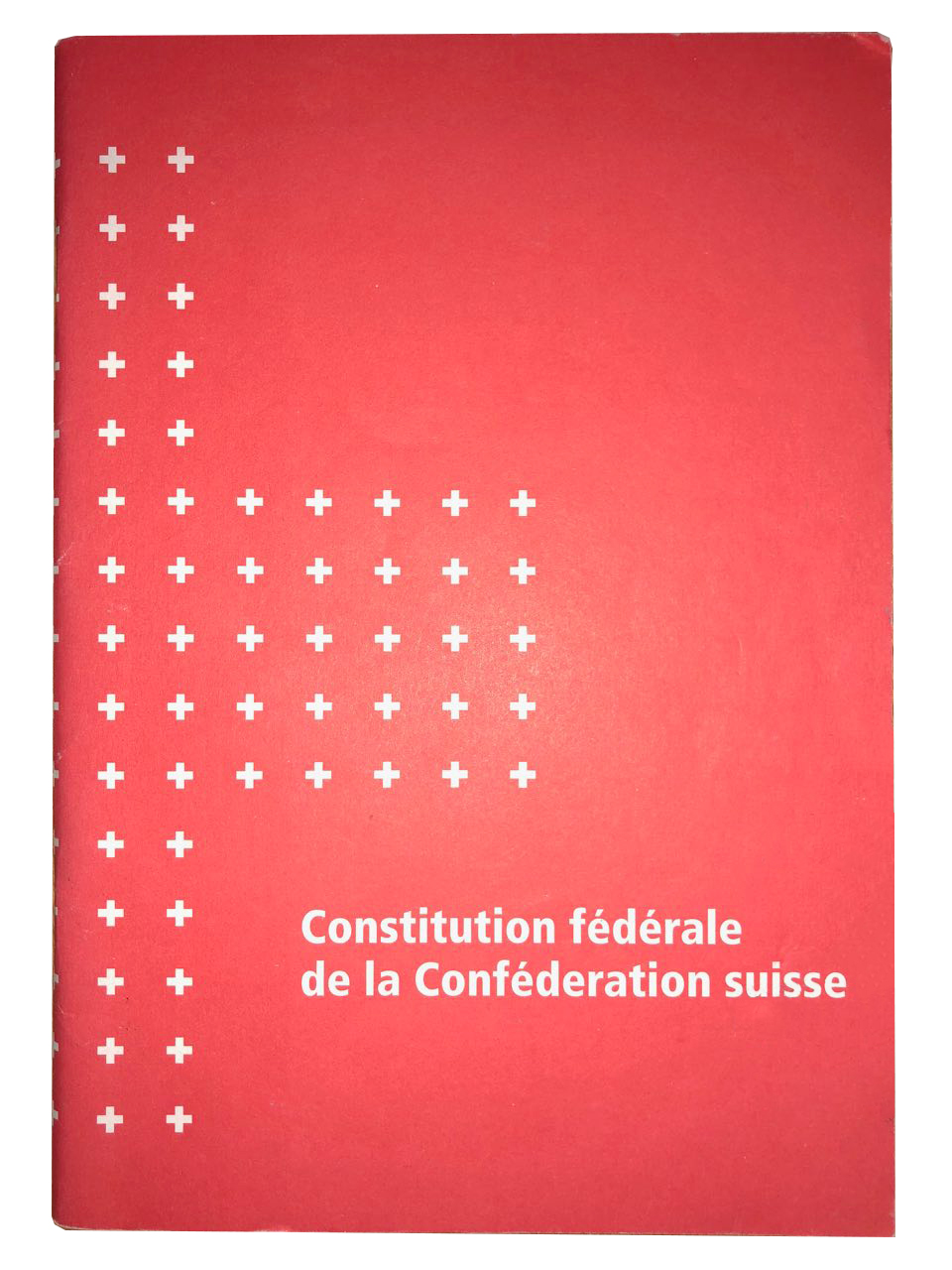
Les demandes de révision totale de la Constitution sont très rares.

Bien que regroupée également sous le nom d'initiative populaire fédérale, la demande tendant à une révision complète de la Constitution est totalement distincte des deux premiers cas traités dans les paragraphes précédents. Cette demande, qui peut intervenir à n'importe quel moment, traduit une volonté populaire de modifier l'ensemble de la loi fondamentale nationale qui doit être entièrement revue, sans toutefois impliquer une modification de l'ensemble des articles la composant.
La thèse communément admise précise que, si les promoteurs de ce type d'initiative sont naturellement autorisés à expliquer par ailleurs les raisons de leur demande, le texte de l'initiative demandant une révision complète doit être le plus simple possible et ne peut en aucun cas contenir de projet rédigé quant à la teneur de la future constitution ou sur les modifications souhaitées. Elle est toutefois contestée par certains politologues qui soutiennent que cette limitation n'est pas précisée dans l'article 139 de la constitution de 2003 et que, donc, une initiative rédigée qui aurait un impact sur une partie importante de la constitution devrait être traitée comme une demande de révision totale.
Lorsqu'une telle demande aboutit formellement, le Conseil fédéral est tenu d'organiser, à brève échéance, une première votation qui ne porte que sur la question de principe demandant la révision complète. Depuis la révision de la loi sur le Parlement de 2001 et à la suite d'une proposition de la Commission des institutions politiques du Conseil national, l'Assemblée fédérale est autorisée à prendre position sur le fond de cette demande qui doit être approuvée par la majorité simple du peuple pour être validée. Dans le cas où cette initiative est rejetée, elle est classée sans suites ; c'est ce qui s'est produit dans le cas de l'initiative populaire fédérale, lancée en 1934 par différents partis d'extrême droite et qui est refusée par 72,3 % des suffrages exprimés.
Dans le cas, encore théorique, où cette initiative est acceptée en votation, les Chambres fédérales sont automatiquement dissoutes et des élections générales sont organisées, à la suite desquelles le Conseil fédéral est réélu. Les députés nouvellement élus doivent ensuite travailler à une nouvelle version de la constitution qui doit encore être approuvée, en votation populaire, par la double majorité du peuple et des cantons ; en cas de refus, l'ancienne constitution est conservée alors qu'elle est remplacée par la nouvelle version en cas d'acceptation.

## Exemples

### Avant la Première Guerre mondiale

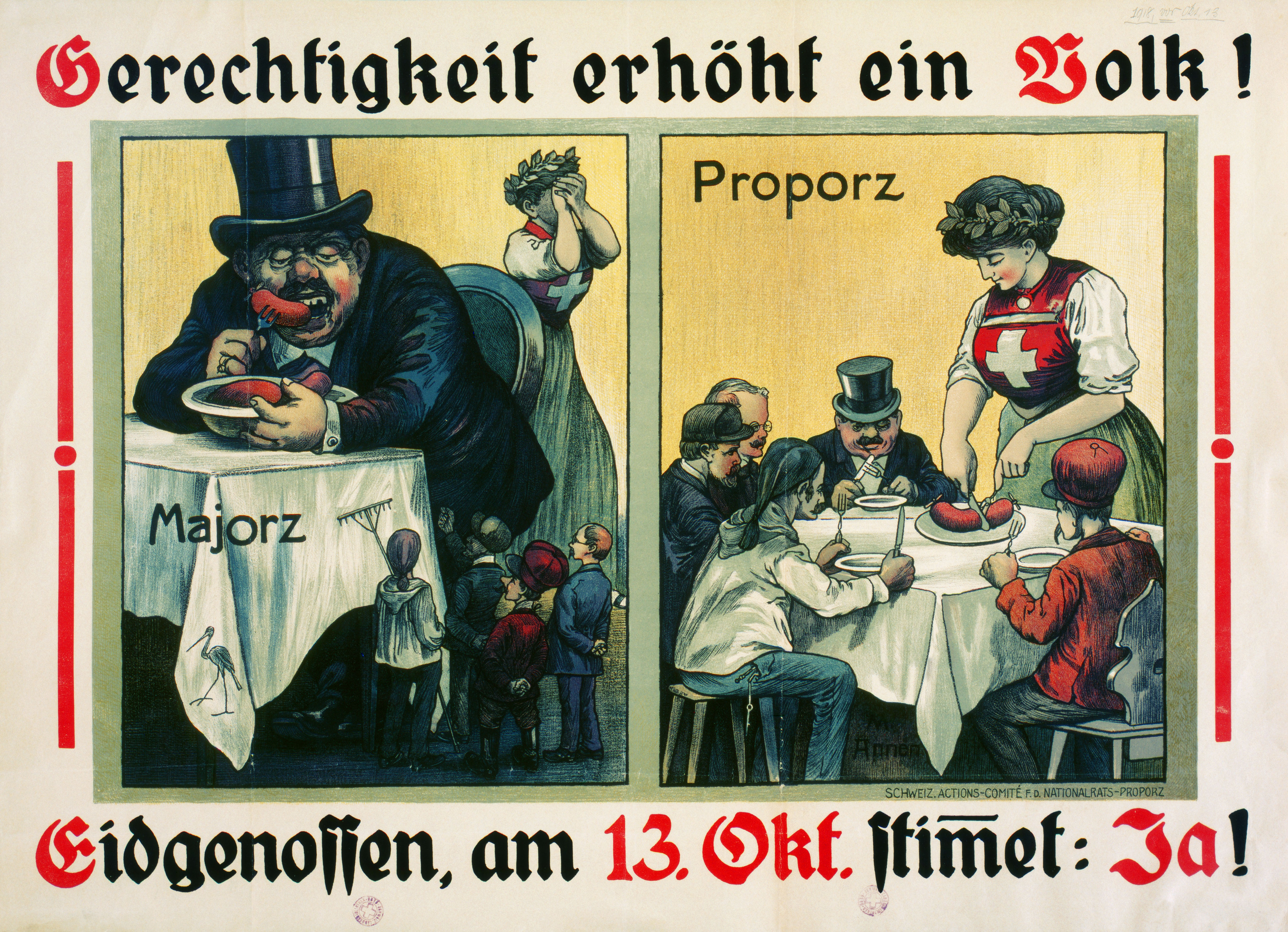
Affiche de propagande en faveur de la représentation proportionnelle.

Entre la mise en application de la réforme de 1891 et le début de la Première Guerre mondiale, une dizaine d'initiatives populaires fédérales sont déposées et seules quatre (dont la moitié seront votées après la fin de la guerre) sont acceptées. La première d'entre elles demande d'interdire l'abattage traditionnel du bétail de boucherie tel qu'il est pratiqué par les Juifs, malgré l'avis négatif du Parlement qui juge alors que cette proposition pose une limite à la liberté de conscience et de culte des juifs. C'est ensuite au tour du Parti socialiste suisse de lancer ses deux premières initiatives populaires fédérales demandant respectivement le « Droit au travail » et « la gratuité des soins médicaux à donner aux malades » ; la première sera refusée en votation par plus de 80 % des votants, alors que la seconde n'obtiendra même pas le nombre de signatures nécessaires ; ces premiers échecs vont, pour quelques années, refroidir les partis d'opposition qui voyaient dans ce droit populaire une « machine de guerre contre le parti au pouvoir ».
Ces mêmes partis d'opposition que sont les socialistes et les conservateurs-catholiques vont cependant unir leurs forces en 1899 pour lancer une nouvelle initiative populaire fédérale demandant l'introduction de la représentation proportionnelle aux Chambres fédérales, en lieu et place du système majoritaire favorisant le Parti radical au pouvoir ; cette demande fait suite à un mouvement similaire observé dans plusieurs villes et cantons lors de la décennie 1890-1899 et est couplée à une autre initiative proposant l'élection directe des conseillers fédéraux et l'augmentation de leur nombre à neuf. Si les deux propositions sont largement rejetées en votation le 4 novembre 1900,, l'idée de la réforme du mode de scrutin est reprise dix ans plus tard et à nouveau refusée en votation, mais seulement par 52,5 % des votants ; une troisième tentative est finalement acceptée en votation le 23 octobre 1918 dans le contexte particulier de la préparation de la grève générale qui sera déclenchée un mois plus tard.

### Entre les deux guerres

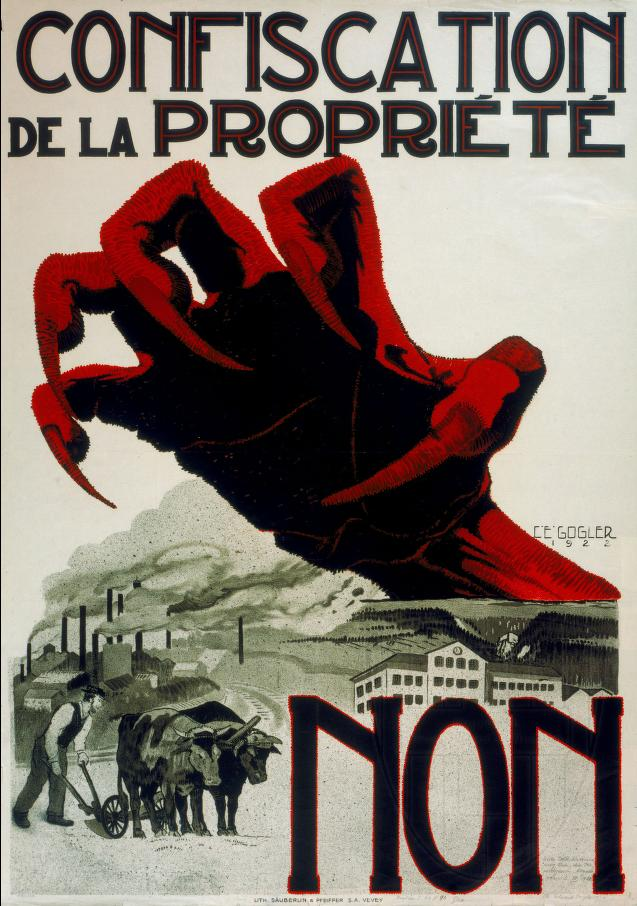
Affiche appelant à refuser l'initiative populaire fédérale sur l'impôt unique.

Après la fin de la Première Guerre mondiale et la grève générale de 1918, les fronts vont se durcir entre la gauche représentant le monde ouvrier et la droite bourgeoise. Cette lutte des classes se retrouve également, dans l'entre-deux-guerres, dans les initiatives populaires fédérales présentées par les deux camps : à la proposition faite par le PS de prélever un impôt unique sur la fortune pour rembourser les dettes de guerre (initiative refusée le 3 décembre 1922 par 87 % des votants) répond celle proposant d'autoriser l'arrestation des citoyens suisses qui compromettent la sûreté intérieure du pays, permettant aux autorités d'emprisonner les citoyens participant à des manifestations massives (initiative également refusée le 18 février 1923 par 89 % des votants). Pendant toute cette période, le Parti socialiste, écarté du pouvoir et confronté au refus de la majorité bourgeoise de lui accorder un siège au Conseil fédéral, va multiplier les référendums et les initiatives qui sont alors considérées comme leur principal moyen d'action dans la lutte politique au niveau fédéral. Parmi ces revendications, l'« initiative Rothenberger », du nom de son principal auteur, demande la création d'une assurance vieillesse ; cette proposition sera refusée en votation le 24 mai 1925 par 58 % des votants, retardant ainsi la création de l'AVS jusqu'à la fin de la Seconde Guerre mondiale.
Avec les années 1930, la Suisse voit la création de plusieurs groupements frontistes et fascistes qui lancent deux initiatives populaires fédérales : la première, déposée par un groupement de cercles et fronts conservateurs, demande une révision totale de la Constitution ; elle est refusée par 72,3 % des voix le 8 septembre 1935. La seconde, refusée le 28 novembre 1937 par 68 % des votants, demande l'interdiction des loges franc-maçonniques tout comme dans l'Italie de Mussolini. Ces deux initiatives sont largement repoussées en particulier grâce à l'engagement des socialistes et des syndicalistes dans la campagne, au côté des partis de droite traditionnels ; cette attitude a été relevée, d'autant plus que ces mêmes partis de droite s'étaient alliés aux groupes d'extrême droite pour contrer une autre initiative « pour combattre la crise économique et ses effets » déposée par la gauche et refusée, avec une participation de plus de 80 % des votants, par seulement 57,2 % des votants le 2 juin 1935 au terme d'une campagne extrêmement dure, pendant laquelle le Conseil fédéral dénonce la volonté des initiants de créer, au sein de l'Europe, un « petit État futuriste de type socialiste ». Bien que rejetée, cette dernière initiative aura plusieurs effets dont, en particulier, la décision du gouvernement de dévaluer le franc suisse de 30 % afin de combattre la crise économique.

### De la Seconde Guerre mondiale à 1970
En application de son nouveau programme intitulé « la Suisse nouvelle » et adopté en 1942, le Parti socialiste relance, dès la fin de la guerre, plusieurs initiatives populaires fédérales sur le droit au travail, la réforme économique ou la garantie du pouvoir d'achat et du plein emploi, sans aucun succès. Il est cependant concurrencé par l'Alliance des indépendants qui dépose également plusieurs initiatives demandant l'assurance du plein emploi, une réorganisation du Conseil national pour lutter contre l'absentéisme au Parlement ou encore l'introduction de la semaine des 44 heures. La seule initiative acceptée en votation pendant cette période sera celle, officiellement intitulée « Retour à la démocratie directe » et approuvée le 28 octobre 1949 contre l'avis du Conseil fédéral et du Parlement, abolissant la « clause d'urgence » largement utilisée par le gouvernement fédéral dans les années 1930 et 1940 pour éviter le risque du référendum ; cette initiative sera la dernière à être approuvée pour les trente prochaines années.
Pendant cette période, outre les initiatives liées aux idées traditionnelles de la gauche, deux nouveaux thèmes vont faire leur apparition : il s'agit de la lutte contre le nucléaire (militaire ou civil) et la protection de l'environnement. Le premier thème sera combattu par deux initiatives : l'une interdit à l'armée suisse de s'équiper en armes nucléaires alors que l'autre, plus nuancée, veut soumettre au référendum obligatoire la décision d'équiper l'armée d'armements atomiques ; ces deux propositions faisaient suite au rapport rendu par une « commission d'étude pour les questions atomiques » mandatée par le Conseil fédéral et recommandant une défense atomique du pays. Le second sera défendu avec, en particulier, une initiative exigeant une votation populaire pour tout octroi de concession pour l'utilisation des forces hydrauliques, précédée par une demande visant à empêcher la construction d'une centrale au fil de l'eau dans la région de Rheinau. Cette initiative populaire fédérale sera la première dont la validité sera remise en cause par le Conseil fédéral, qui craint que son application n'implique la violation d'engagements souscrits par la Suisse envers l'Allemagne ; la décision finalement prise sera de déclarer cette initiative valide et d'en recommander le rejet, en particulier au motif qu'elle entraînerait une violation des engagements internationaux de la Suisse.

### De 1970 à la fin duXXesiècle

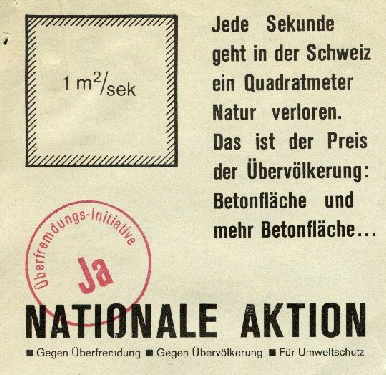
Affiche appelant à voter en faveur de la première initiative contre la surpopulation étrangère.

Le début des années 1970 est marqué par les premières initiatives contre la surpopulation étrangère et en particulier la seconde, dite « initiative Schwarzenbach » du nom de son principal promoteur James Schwarzenbach. Ces initiatives, qui sont une manifestation tangible du mouvement contre l'Überfremdung principalement dirigé contre la communauté italienne, visent à limiter le nombre d'étrangers par canton. Aucune des six initiatives présentées sur ce thème ne sera acceptée par le peuple, bien que la première, présentée à la votation le 7 juin 1970, ne soit refusée que par 54 % des votants avec un taux de participation très élevé de près de 75 %.
Dès le milieu des années 1970, plusieurs initiatives populaires fédérales sont lancées en particulier par l'écologiste Franz Weber dans le but de réduire le trafic des véhicules : « contre la pollution atmosphérique causée par les véhicules à moteur » en 1974, « pour douze dimanches par année sans véhicules à moteur ni avions » l'année suivante, pour des péages pour tunnels routiers alpins en 1982 (cette dernière n'aboutira pas faute de signatures) ; dans le milieu des années 1980, c'est le réseau routier national qui est la cible des groupes écologistes qui lancent, quasi simultanément, cinq initiatives populaires fédérales successivement pour interdire la construction d'autoroutes dans le canton du Jura (non aboutie), entre Morat et Yverdon, dans le district de Knorau, entre Bienne et Soleure et enfin, plus généralement, pour un moratoire sur toute nouvelle extension du réseau routier. Aucune de ces propositions ne sera cependant approuvée en votation populaire ; ce ne sera que dix ans plus tard, le 20 février 1994 que l'initiative des Alpes qui demande un transfert de la route au rail pour le franchissement des Alpes, sera acceptée par 51,9 % des votants.
Plus globalement, c'est à partir des années 1970 qu'apparaissent ce que le journaliste tessinois Fabio Pontiggia appelle des « initiatives photocopie », à savoir des initiatives populaires fédérales, lancées à intervalles réguliers par des groupes ou des partis minoritaires, sur des thèmes identiques à d'autres propositions rejetées en votation quelque temps plus tôt, amplifiant ainsi le mouvement d'abstentionnisme croissant que l'on observe tout au long de l'histoire politique suisse du XXe siècle ; parmi les exemples les plus clairs de ces répétitions, on peut citer le cas des six initiatives suisses contre la surpopulation étrangère, des quatre initiatives demandant la diminution du temps de travail ou encore des quatre initiatives contre l'énergie nucléaire.

### XXIesiècle
De 2001 à 2018, on dénombre 66 initiatives soumises au vote, soit 3,88 par an, contre une moyenne de 1,69 par an depuis 1893. Le taux de réussite est également plus élevé de 2001 à 2018, atteignant 15,15 % contre un peu plus de 10 % depuis 1893. Selon le politologue Antoine Chollet, l'initiative populaire fédérale « est essentiellement un moyen de sortir de l'arène parlementaire pour des partis qui y sont représentés mais minoritaires ».
Une grande partie de l'inflation de l'adoption des initiatives s'explique par la stratégie de l'Union démocratique du centre. Alors même que la première initiative populaire fédérale du XXIe siècle à être acceptée en votation demande l'adhésion de la Suisse à l'ONU, la fin du XXe siècle et le début du siècle suivant sont marqués par les initiatives populaires fédérales lancées par l'UDC : « contre les abus dans le droit d'asile » ou « pour des naturalisations démocratiques » qui tendent à raviver, en particulier grâce à des campagnes d'affichage polémiques, la peur de l'étranger et la promotion de l’Alleingang (« voie solitaire » en allemand). L'utilisation judicieuse de ces initiatives, en particulier avant et pendant les élections nationales, permet à ce parti de gagner un nombre important de voix jusqu'à devenir le premier parti suisse par le nombre de ses électeurs dès 1999, devant le Parti socialiste et les partis du centre-droit,.
En 2019, le Tribunal fédéral annule la votation de l'initiative contre la pénalisation fiscale du mariage, ce qui constitue une première au niveau fédéral,. Le Conseil fédéral et la Chancellerie se trompent en effet sur le nombre de couples impactés par l'initiative, et l'inexactitude des informations couplée au résultat très serré (50.8 % de non) poussent le Tribunal fédéral à déclarer l'issue du scrutin non conforme aux droits fondamentaux de la liberté de vote.
La rapidité avec laquelle les signatures sont récoltées est considéré comme un baromètre de la popularité de l’objet concerné.

## Statistiques et thèmes
(janvier 2021).

### Différents thèmes abordés

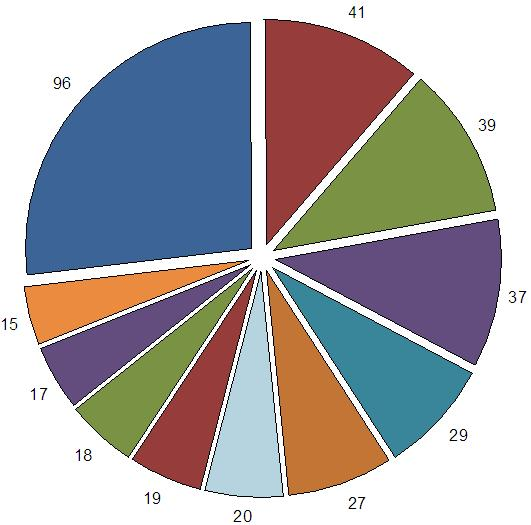
Thèmes abordés par les initiatives populaires fédérales entre 1890 et 2010 :
Transport (41)
Droits populaires (39)
Impôts (37)
Assurances (sauf AVS)(29)
Militaire (27)
Étrangers (20)
Société en général (19)
AVS (18)
Écologie (17)
Travail (15)
Autres (96)

Théoriquement, et pour autant que les règles décrites à l'article 139 de la constitution soient respectées, il n'existe aucune limite aux thèmes abordés par les initiatives populaires fédérales. Cette thèse, soutenue systématiquement par les autorités fédérales, est cependant combattue par plusieurs politologues qui jugent que les principes fondamentaux de la politique suisse (tels que le fédéralisme, les droits de l'homme ou les institutions démocratiques) ne peuvent être touchés. Cependant, la Constitution fédérale ne limitant en aucune manière le droit d'initiative populaire fédérale, les initiants peuvent proposer la suppression de n'importe quelle partie constitutionnelle ou l'ajout de n'importe quelle disposition « aussi insignifiante ou farfelue qu'elle puisse paraître ».
Certains thèmes sont cependant récurrents tout au long du XXe siècle. La liste ci-dessous présente les dix thèmes ayant fait l'objet du plus grand nombre d'initiatives populaires fédérales entre 1890 et 2010. Entre parenthèses, après le nombre d'initiatives concernant le thème, on trouve le nombre d'initiatives ayant abouti sur ce même thème, :
- avec 41 initiatives (dont seulement 14 ont été soumises à la votation), le thème des transports est le plus fréquemment évoqué ; par transport, on entend aussi bien les transports publics (dont en particulier le train) que privés (et en particulier la route) ou que les limitations ou interdictions de circulation ;
- le second thème le plus évoqué est celui des droits populaires avec 39 initiatives (et 21 votations) : composition et compétences des autorités fédérales, représentation des femmes et égalité hommes-femmes sont les sujets les plus populaires de ce thème ;
- juste après, on trouve avec 37 propositions et 15 votes, le thème des impôts qui comprend, outre les différentes formes d'imposition directes et indirecte, les droits de douane ainsi que l'utilisation des taxes ;
- avec 29 initiatives (et 9 votations), on trouve ensuite le thème des assurances sociales, à l'exception de l'assurance-vieillesse et survivants (AVS) traitée séparément : cette catégorie regroupe l'assurance maladie, l'assurance-invalidité (AI), l'assurance chômage (AC), ainsi que toutes les autres aides sociales ;
- les problèmes militaires et de l'armée suisse suivent avec 27 initiatives (dont 20 ont été présentées au vote). Cette catégorie recoupe les droits et devoirs de l'armée, ainsi que les questions liées à son budget et à son équipement ;
- le thème des étrangers et de leur place dans le pays suit avec 20 initiatives (ayant débouché sur 13 votes). Outre les différentes propositions visant à limiter la population étrangère, on trouve également dans ce thème le soutien aux étrangers ainsi que les problèmes d'intégration de ceux-ci ;
- on trouve ensuite, par ordre descendant, les initiatives concernant les problèmes de société en général avec 19 propositions (13 votes), les différentes requêtes et modifications apportées à l'assurance-vieillesse et survivants (AVS) avec 18 initiatives (11 votes), les problèmes liés à l'environnement et à la conservation de la nature avec 17 initiatives (6 votes) et enfin les problèmes et demandes liés au monde du travail avec 15 initiatives (9 votes). Les autres thèmes abordés (parmi lesquels on retrouve la politique extérieure, l'éducation, l'énergie ou le logement), moins significatifs, regroupent les 96 initiatives restantes.

### Différents promoteurs ayant utilisé l'initiative populaire fédérale
Il est possible de dégager cinq grands groupes de promoteurs d'initiatives populaires fédérales :
- les partis politiques nationaux : le promoteur le plus important d'initiatives populaires fédérales reste, de très loin, le Parti socialiste suisse avec 24 propositions portées au vote et au moins autant d'autres n'ayant pas obtenu le nombre nécessaire de signatures ou retirées[66] ; cette activité se retrouve aussi bien avant l'entrée des socialistes au Conseil fédéral que depuis leur participation à celui-ci dès 1943. Les thèmes soutenus par ce parti, outre ceux liés à la lutte des classes et à l'extension des droits populaires[delley 13], sont variés : écologie, culture, assurances sociales, armement, énergie sont autant de sujets abordés par ce parti[67]. À l'autre bout de l'échiquier politique fédéral suisse, l'Union démocratique du centre a également fait usage de l'initiative populaire fédérale, mais seulement depuis les années 1990 ; sur les quatre initiatives lancées par ce parti, trois concernent les étrangers et le droit d'asile alors que la dernière concerne l'attribution à l'assurance-vieillesse et survivants (AVS) les réserves d'or excédentaires de la Banque nationale suisse[68]. Sensiblement à la même époque, Les Verts ont également lancé deux initiatives populaires ; cependant, avant la formation d'un parti écologiste national, plusieurs mouvements locaux avaient déjà lancé différentes initiatives populaires fédérales sur des thèmes liés à la conservation de la nature, mais sans grand succès lors des votations populaires. Enfin, les deux partis du centre droit que sont le Parti radical-démocratique (actuellement Parti libéral-radical) et le Parti démocrate-chrétien n'ont que très rarement fait appel à l'initiative populaire fédérale ; Jean-Daniel Delley offre une explication simple à ce constat : les deux partis réunis, lorsqu'ils désirent faire passer un projet politique, sont suffisamment représentés aux deux chambres du Parlement pour pouvoir trouver une majorité en faveur de ce projet et donc éviter de devoir passer par une initiative populaire fédérale pour le faire entrer en œuvre[delley 13] ;

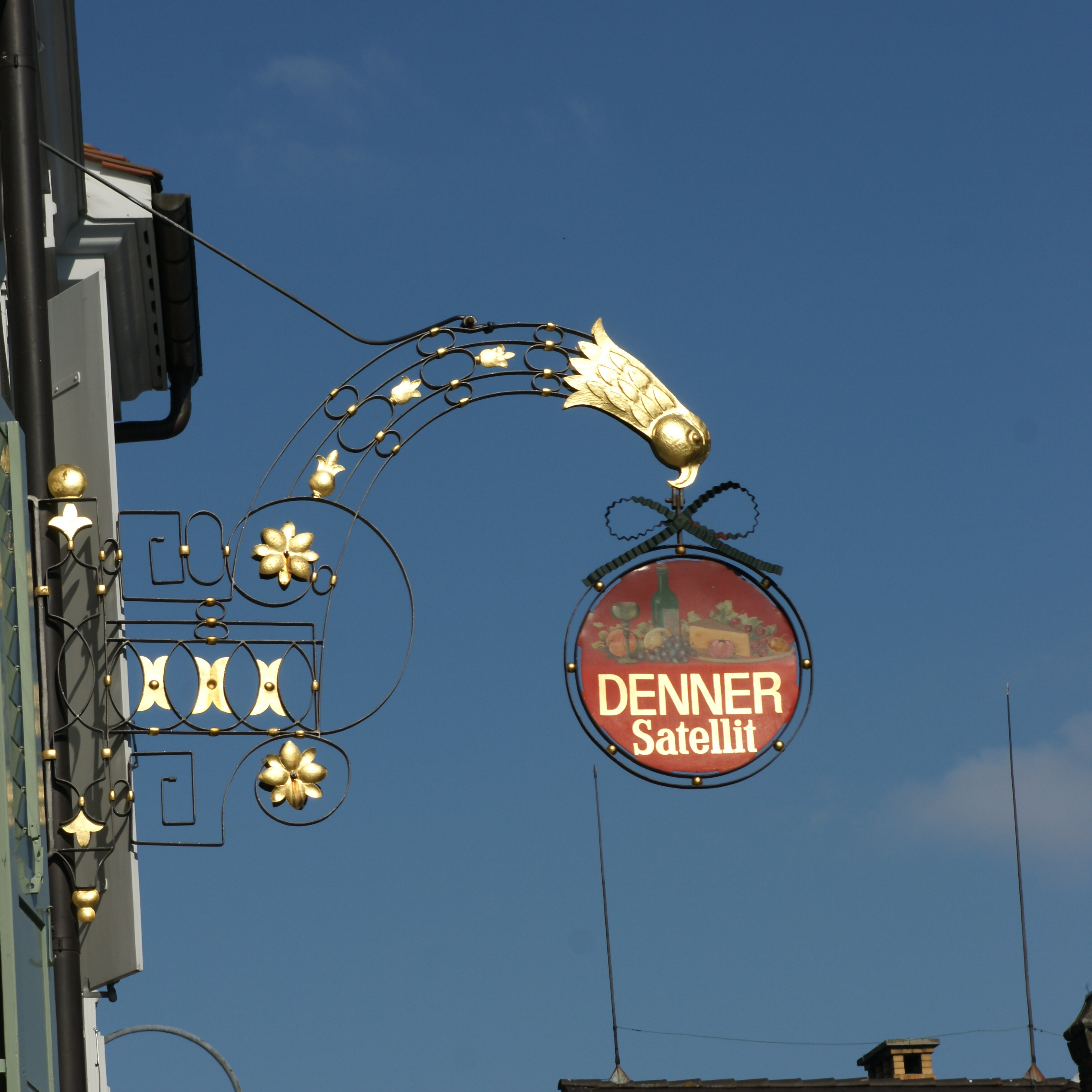
Outre les différents groupes politiques, d'autres formations, telle l'entreprise Denner, sont également à l'origine d'initiatives populaires fédérales.

- les petits partis politiques : outre les grands partis nationaux, de plus petites formations (soit par leur taille soit par leur implantation géographiquement limitée) font également appel aux initiatives populaires fédérales ; leur but peut être soit idéologique, soit politique, que cela soit pour profiter de la visibilité nationale que leur offre cette possibilité ou pour troubler les grands partis en imposant un sujet de débat[delley 14]. Ces groupes sont, entre autres, l'Action nationale (renommée par la suite en Démocrates suisses), l'Alliance des indépendants, la Lega tessinoise, la Ligue vaudoise, le Mouvement populaire des familles, le Mouvement républicain suisse, le Parti suisse de la liberté, le Parti suisse du travail, les Organisations progressistes de Suisse et l'Union démocratique fédérale ;
- les organisations professionnelles et syndicales : ces organisations, qui ont acquis au fil du temps une place importante dans le jeu politique suisse, se définissent comme des groupements de participants à la vie économique, soit par secteur d'activité, soit par fonction hiérarchique[69]. Si les organisations patronales ne lancent pas d'initiatives populaires fédérales en leur nom propre, elles sont cependant souvent partie prenante du comité d'initiative[delley 15] ; à l'inverse, l'Union syndicale suisse a été l'un des plus importants acteurs, que cela soit seul (13) ou en tandem avec le Parti socialiste (3). On trouve également dans la liste des initiants les organisations suivantes : le Concordat des caisses-maladie suisses, la Confédération des syndicats chrétiens de la Suisse, la Fondation suisse pour l'énergie, la Fédération romande des consommateurs, l'Union suisse des paysans, la Société suisse des employés de commerce et le Syndicat de la communication ;
- les groupes d'intérêt : ces groupements ou associations ne sont pas liées au secteur économique mais peuvent défendre des objectifs politiques ou écologiques par exemple et lancent traditionnellement des initiatives populaires sur les thèmes qui leur sont chers. Parmi ces groupements, on trouve ainsi l'Association transports et environnement (y compris sous son ancien nom d'Association suisse des transports), l'Association des rentiers suisses, l'Association suisse des locataires, l'Action pour une Suisse indépendante et neutre, la Fondation Franz Weber (et sa filiale Helvetia Nostra), la Société suisse de pharmacie, le Touring Club suisse, le Groupe pour une Suisse sans armée, le WWF mais également l'entreprise de grande distribution Denner[70] ;
- enfin, les comités ad-hoc représentent la plus grande part des cas avec plus de la moitié des initiatives populaires fédérales à leur actif. Si certains de ces comités sont utilisés comme paravents pour des organisations préférant ne pas se mettre en avant, principalement jusqu'à la fin des années 1950, une grande majorité de ceux-ci sont cependant composés de personnes décidées à agir pour une cause particulière, mais ne se réclamant pas d'un parti ou d'une organisation donnée[delley 16].

### Statistiques de l'utilisation du contre-projet
Entre 1891 et 1991, le Parlement a opposé un contre-projet direct à 26 reprises sur les 184 initiatives populaires ayant abouti (soit un peu moins de 15 % des cas). Dans la moitié des cas exactement, l'initiative a été retirée en faveur du contre-projet ; celui-ci a été accepté en votation populaire à 11 reprises et refusé dans deux cas seulement. Dans le cas où l'initiative et le contre-projet sont présentés ensemble à la votation, l'initiative a été préférée dans deux cas, le contre-projet dans six cas ; dans les cinq cas restants, et l'initiative et le contre-projet ont été refusés. L'utilisation du contre-projet direct est resté stable dans le temps : à l'exception d'un pic de neuf projets proposés pendant la décennie 1971-1980, leur nombre est compris entre un et trois par décennie.

### Évolution du nombre d'initiatives déposées

Valeur en octobre 2010. Légende :
initiatives en suspens
initiatives soumises au vote
initiatives annulées par le Parlement
initiatives retirées par le comité d'initiative
initiatives n'ayant pas obtenu le nombre de signatures requis

Le graphe ci-contre représente, par décennie, le sort réservé aux initiatives populaires fédérales ayant été déposées à la Chancellerie fédérale,,.
L'histoire du dépôt des initiatives populaires fédérales peut se diviser en trois périodes distinctes : la première période débute en 1891 et dure jusqu'en 1930, où moins d'une initiative est déposée par année ; pendant la seconde période qui va de 1930 à 1970, ce nombre fait plus que doubler pour atteindre une vingtaine par décennie ; dans la troisième période enfin, qui débute à la fin des années 1970 et s'étend jusqu'au début du XXIe siècle, ce nombre va encore bondir de quatre à six initiatives déposées en moyenne par année.
Concernant le sort réservé aux 217 initiatives populaires fédérales enregistrées à la Chancellerie fédérale entre 1891 et 1991 (soit après 100 ans d'existence), près de la moitié d'entre elles ne sont pas arrivées jusqu'à l'étape finale de la votation : au moins 31 d'entre elles n'ont pas obtenu le nombre de signatures requis (la trace des initiatives n'ayant pas abouti n'étant systématiquement conservée que depuis les années 1980, cette valeur ne peut donc pas être connue précisément pour les décennies antérieures), 66 ont été retirées, deux ont été annulées, deux ont été désapprouvées et une approuvée.

### Évolution des résultats des votations
Le graphe ci-contre représente, par décennie, les résultats obtenus par les initiatives populaires fédérales ayant abouti,.

Valeur en octobre 2010. Légende :
initiatives en suspens
initiatives acceptées
initiatives rejetées

Sur les 115 initiatives présentées en votation entre 1891 et 1991, 103 ont été refusées par le peuple (une de moins par les cantons) et seules douze ont été approuvées, ce qui ne représente que 5,5 % du total des initiatives populaires fédérales enregistrées et 10,4 % du total de celles soumises au peuple. Ce taux de 90 % d'échec est régulièrement repris dans les articles génériques parlant de l'initiative populaire fédérale. Il ne tient cependant pas compte des cas où le contre-projet est accepté à la place de l'initiative, bien que les buts politiques soient comparables.
Le tableau ci-dessous montre le pourcentage cumulé d'acceptation des initiatives populaires fédérales par décennie :
| Décennie    | Nb. votes | Nb. oui | %    |
| ----------- | --------- | ------- | ---- |
| Années 1890 | 5         | 1       | 20,0 |
| Années 1900 | 8         | 2       | 25,0 |
| Années 1910 | 16        | 5       | 31,3 |
| Années 1920 | 23        | 6       | 26,1 |
| Années 1930 | 32        | 6       | 18,8 |
| Années 1940 | 40        | 7       | 17,5 |
| Années 1950 | 49        | 7       | 14,3 |
| Années 1960 | 57        | 7       | 12,3 |
| Années 1970 | 83        | 8       | 9,6  |
| Années 1980 | 115       | 11      | 9,6  |
| Années 1990 | 137       | 14      | 10,2 |
| Années 2000 | 151       | 17      | 11,3 |

### Évolution du taux de participation aux votations
- 1 « pour combattre la crise économique et ses effets » (84,38 % - 1935)
- 2 « contre l'emprise étrangère » (74,72 % - 1970)
- 3 « contre l'emprise étrangère et le surpeuplement de la Suisse » (70,33 % - 1974)

Évolution du taux de participation aux votations.
Les trois plus hauts taux de participation (indiqués en rouge) concernent les initiatives suivantes :
1 « pour combattre la crise économique et ses effets » (84,38 % - 1935)
2 « contre l'emprise étrangère » (74,72 % - 1970)
3 « contre l'emprise étrangère et le surpeuplement de la Suisse » (70,33 % - 1974)
Les trois plus faibles (indiqués en vert) concernent les initiatives suivantes :
1 « pour le contrôle renforcé des industries d'armement et pour l'interdiction d'exportation d'armes »(33,34 % - 1972)
2 « Assurance responsabilité civile pour les véhicules à moteurs et les cycles » (33,54 % - 1976)
3 « pour l'encouragement des transports publics » (31,23 % - 1991)

Au niveau fédéral, les citoyens de plus de 18 ans qui sont capables de discernement intègrent automatiquement le corps électoral, aucune inscription est nécessaire. Ils participent à environ 4 à 5 votations par année.
Entre 1890 et 2010, le taux de participation aux votations sur les initiatives populaires fédérales a varié de 31,23 % (pour l'initiative populaire « pour l'encouragement des transports publics », votée le 3 mars 1991) à 84,38 % (pour l'initiative populaire « pour combattre la crise économique et ses effets », votée le 2 juin 1937), avec une moyenne globale de 48,3 % de votants.
Les valeurs moyennes, maximales et minimales du taux de participation par décennie sont les suivantes :
| Décennie    | Nb. votes | Moyenne | Min     | Max     |
| ----------- | --------- | ------- | ------- | ------- |
| Années 1890 | 5         | 59,24 % | 49,18 % | 71,88 % |
| Années 1900 | 3         | 54,63 % | 49,31 % | 62,34 % |
| Années 1910 | 8         | 57,93 % | 45,59 % | 68,23 % |
| Années 1920 | 7         | 61,64 % | 45,95 % | 67,36 % |
| Années 1930 | 9         | 62,47 % | 54,33 % | 84,38 % |
| Années 1940 | 8         | 48,38 % | 37,58 % | 59,43 % |
| Années 1950 | 9         | 52,39 % | 40,09 % | 61,85 % |
| Années 1960 | 8         | 45,67 % | 33,34 % | 74,72 % |
| Années 1970 | 26        | 44,10 % | 32,91 % | 70,33 % |
| Années 1980 | 31        | 44,60 % | 31,23 % | 69,18 % |
| Années 1990 | 44        | 45,36 % | 35,44 % | 58,26 % |
| Années 2000 | 14        | 47,19 % | 38,74 % | 53,8 %  |

Le taux de participation a progressé régulièrement jusque dans les années 1930 où il a atteint son maximum avant de chuter brutalement sous le seuil moyen de 50 % dans les décennies suivantes. Depuis les années 1970 où ce taux est au plus bas, il remonte doucement.
Dans sa thèse soutenue en 1977, la politologue Thanh-Huyen Ballmer-Cao revient sur le profil socio-économique des « non-participants » à la vie politique et démontre que ceux-ci se retrouvent en majorité parmi « les individus au niveau d'instruction bas, à la tranche de revenus faible [...] les jeunes, les femmes [...] ». Elle explique également la forte augmentation du taux de non-participation des années 1970, en particulier, par l'introduction du suffrage féminin en 1971 au niveau fédéral : celles-ci votant initialement en moyenne moins que les hommes, elles auraient ainsi largement participé à la chute du taux de participation observé lors de cette période. D'autres spécialistes mettent en avant la multiplication des votes ou la complexification des sujets pour expliquer que la Suisse connaisse le taux de participation le plus faible d'Europe aux votations fédérales. Ainsi, dans le rapport final du programme national de recherche no 6 intitulé La décision politique en Suisse : genèse et mise en œuvre de la législation, les politologues Erich Gruner et Hans-Peter Hertig invoquent le manque de connaissance du citoyen pour justifier le faible taux de participation aux votations ; ils citent comme exemple les 15 % des adversaires à l'initiative atomique de 1979 qui ont cru, par leur vote négatif, s'opposer à la construction de nouvelles centrales atomiques.
Une étude de 2016 de l'université de Genève montre que près de 90 % des citoyens se prononcent régulièrement, mais de manière sélective. Selon les études, entre 10 et 20 % des citoyens sont abstentionnistes, 10 à 20 % sont des votants assidus et 60 à 80 % sont des votants irréguliers.